# Сколе
Ско́ле — місто в Стрийському районі Львівської області, колишній районний центр. Розташоване в долині річки Опір в Українських Карпатах, один з історичних центрів Бойківщини, занесений до Списку історичних населених місць України. Через Сколе проходять стратегічні загальнодержавні і європейські транспортні комунікації: автодорога E50 (М06) (Київ—Чоп) та E471 (Мукачево—Львів), залізниця Київ-Чоп, південна гілка нафтопроводу «Дружба».

## Назва

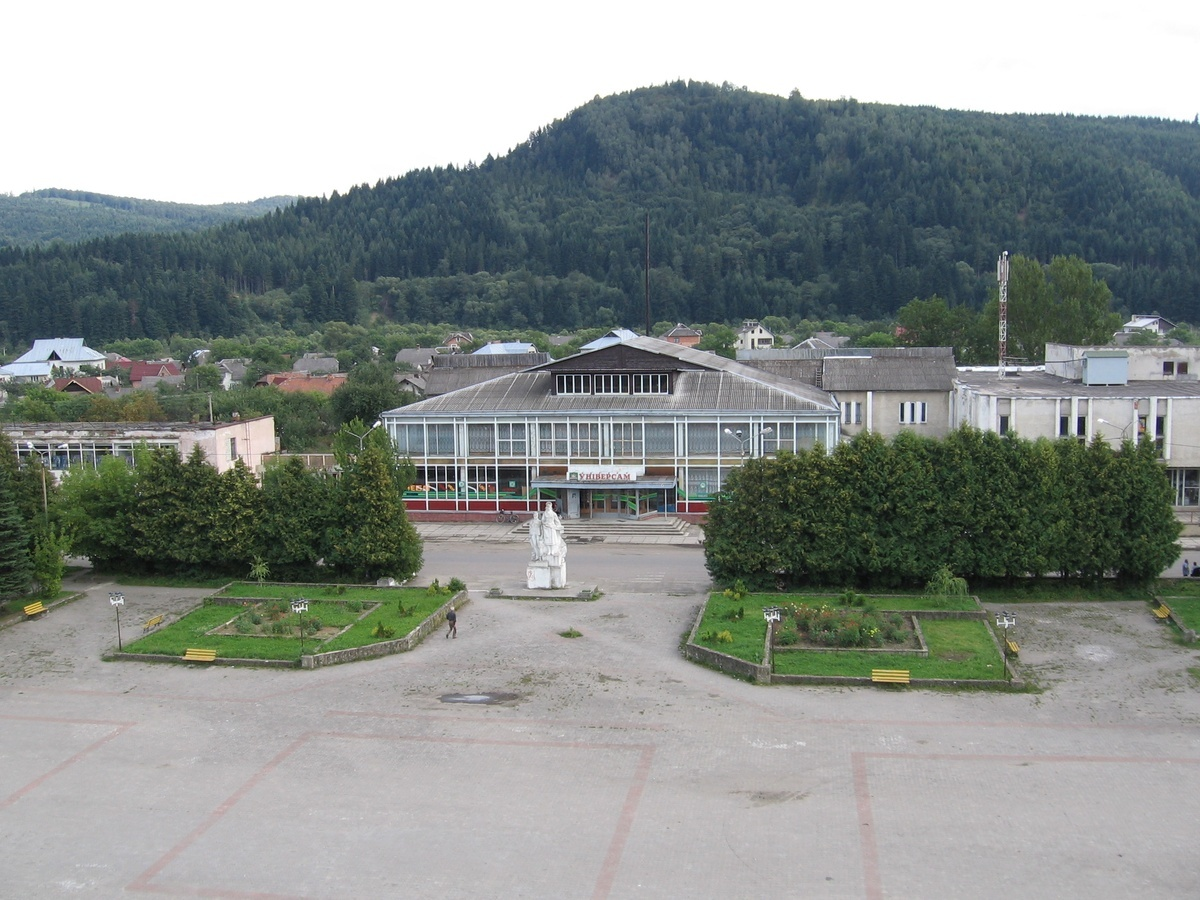
Майдан Незалежності. Вигляд зверху

Щодо походження назви міста Сколе існують три різні версії:
- від слова «скеля», оскільки долина, у якій розташоване місто, нібито оточена скелями.[3] Версія є малоймовірною, адже власне скель у Сколівській улоговині немає. Однак коли придивитися до топографічної мапи, річка ніби розколює суцільний масив надвоє, праслов. *skala виводиться від *skoliti («to cleave, to split») — розколювати, розділяти.
- від племені сколотів, які нібито заселяли в давнину ці землі[3]. Версія також видається неправдоподібною, тому що основний життєвий ландшафт скіфської цивілізації — це степи.
- від дієслова «сколо́ти» — існує легенда, яка базується на Лаврентіївському літописі[4], що тут у 1015 році від руки брата Святополка загинув князь турівський Святослав Володимирович, син Володимира Великого, з дружиною Параскою та дружинниками. Під час нападу Святополк, прозваний в народі «окаянним», вигукував: «Сколіть їх усіх!»[5][6]. Ця версія є найбільш поширеною і має кілька літературних варіантів, що з часом обросли так званими народними переказами.

Щодо сучасного відмінювання назви міста, то існують дві різні тенденції — одна підтримується чинним правописом, інша є поширеною розмовною практикою серед місцевих жителів. Отже, орфографічний словник і Український Лінгвістичний портал чітко зазначають, що: «Сколе (місто в Україні) — іменник середнього роду, не відмінюється». Однак мешканці самого Сколе і довколишніх місць дуже часто і в розмовній мові, і навіть на письмі відмінюють назву міста: Сколе, але: (до) Сколього, (у) Сколім, (в) Сколе. Це, очевидно, пов'язане з тим, що назва міста польською мовою «Skole», відмінюється за правилами польської мови: Skole, (do, ze) Skolego.

## Географія та клімат

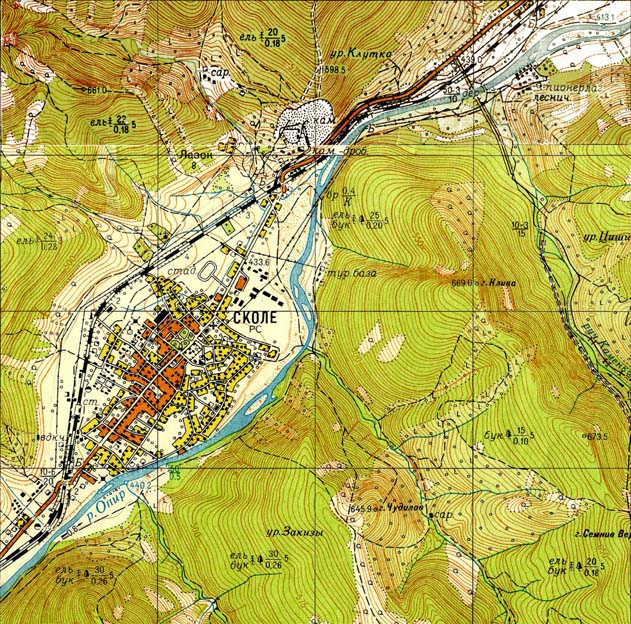
Топомапа Сколе (1948 р).

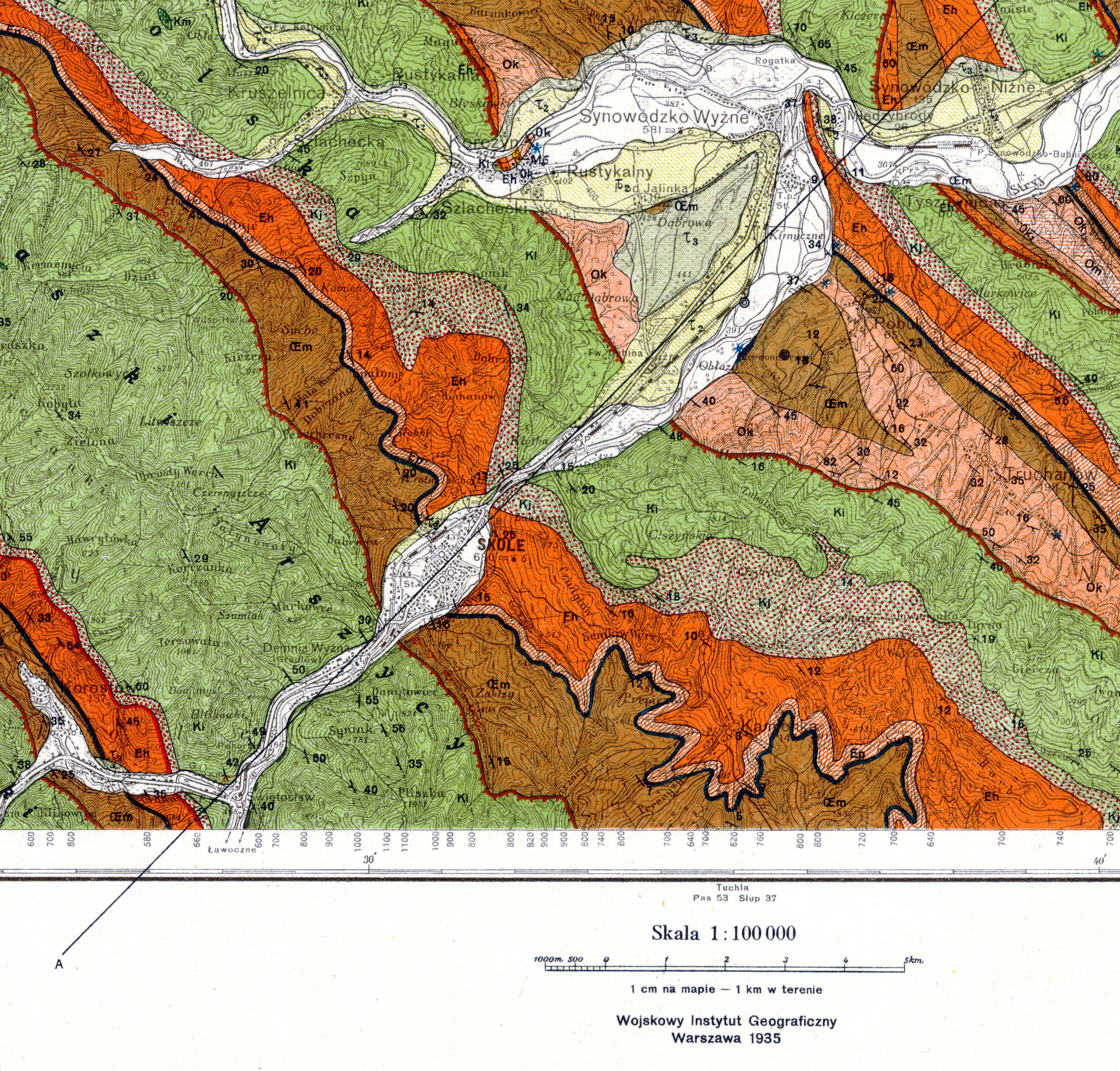
Фрагмент геологічної карти лист Сколе, PIG, 1935 рік

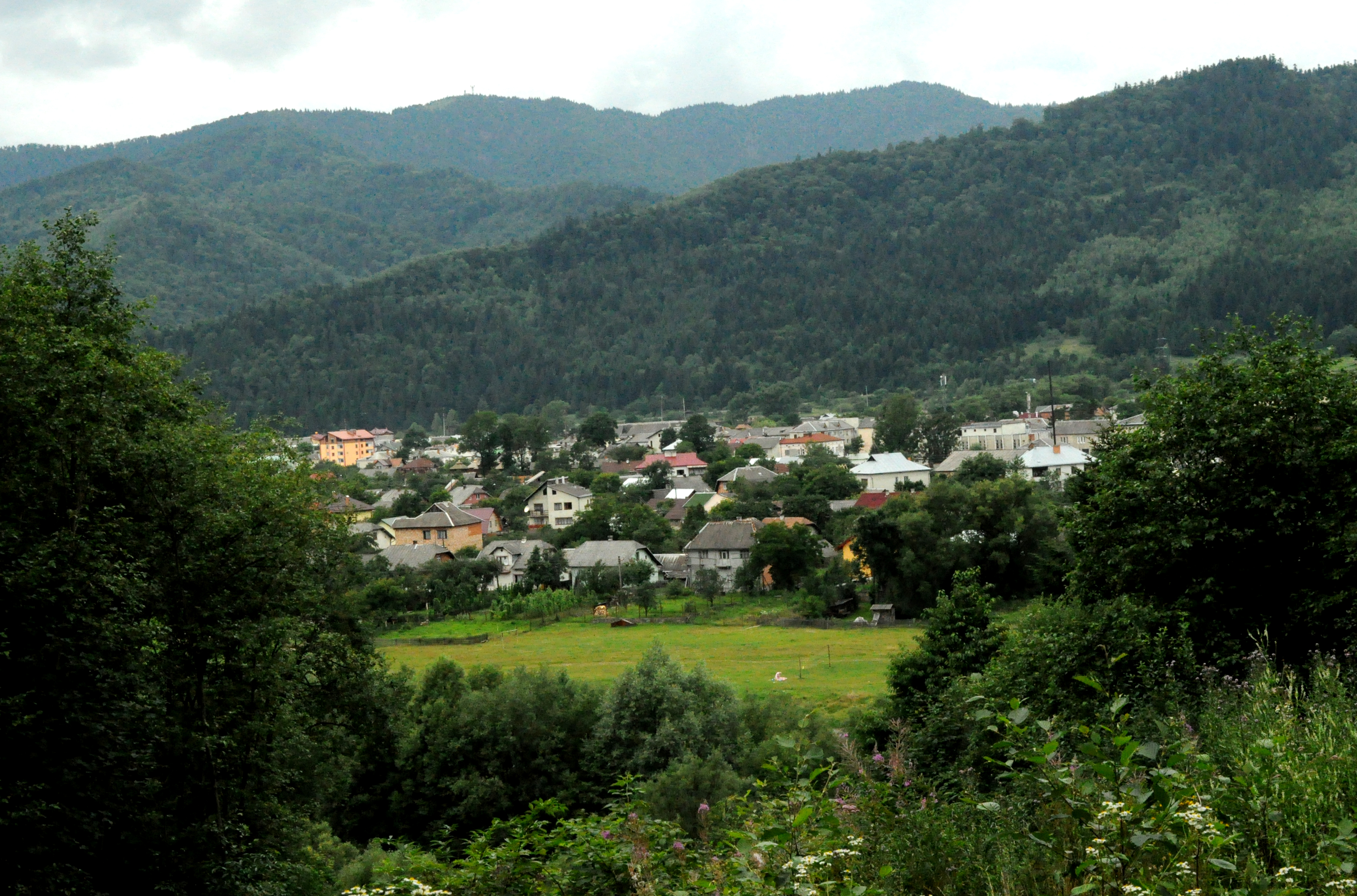
Типові сколівські ландшафти

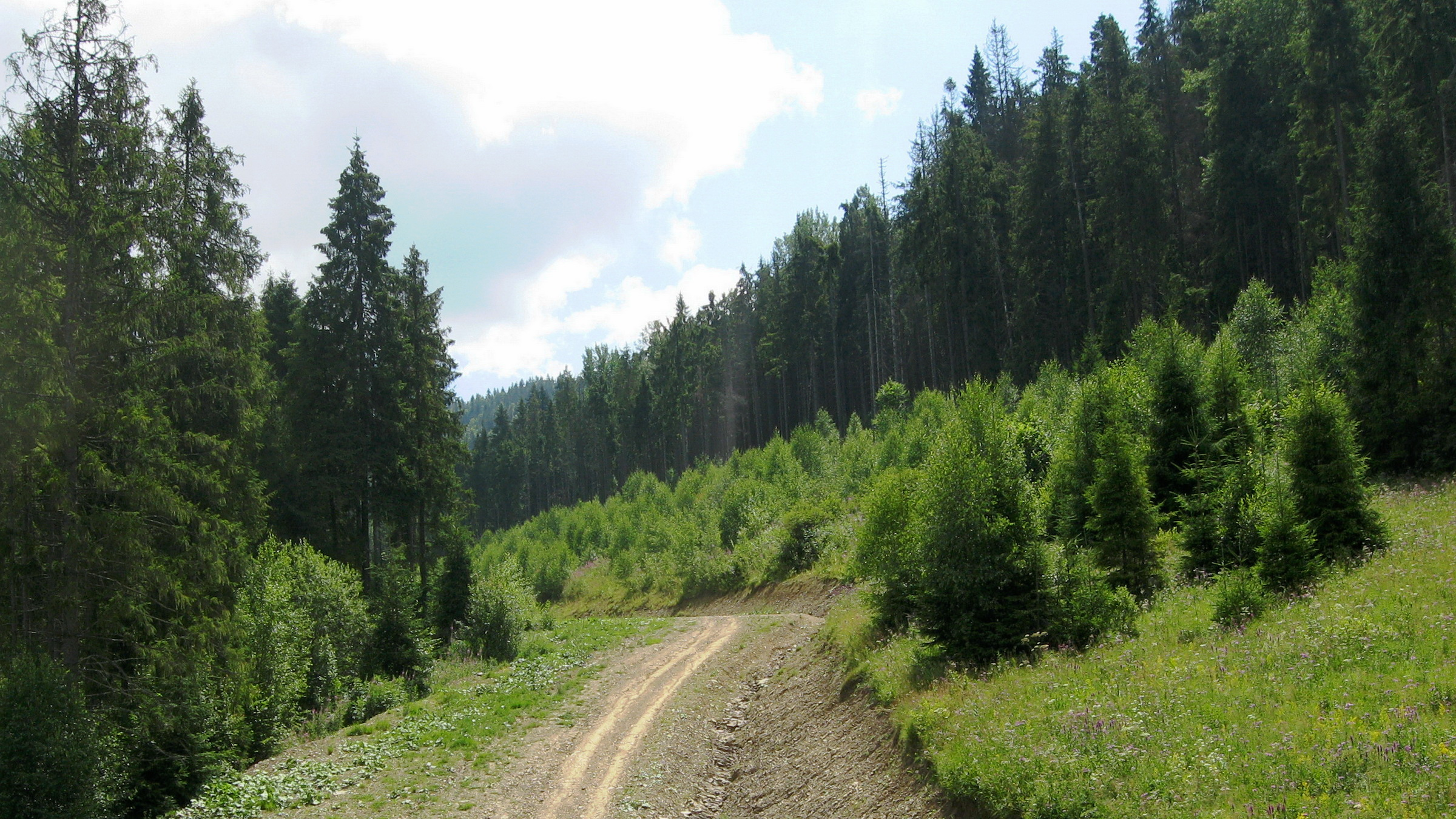
Хвойний ліс на окол. м.Сколе

За геоморфологічним районуванням, Сколе розташоване в моноклінально-бриловому низькогір'ї — Сколівських Бескидах (Скибова зона, Зовнішні Карпати), у межах Сколівської улоговини. Місто з усіх боків оточене горами: із заходу — г. Корчанка (1180 м), з півночі — Добряна (824 м), зі сходу — Клива (670 м), з північного сходу — Чудилова (650 м), на півдні — Зелемін (1177 м), далі на півдні видніються хребет Київця (1064 м) і гора Крем'яна (1137 м). Усі гори вкриті буково-смерековим лісом. Частина цього гірського масиву належить до Національного парку «Сколівські Бескиди». Абсолютні висоти Сколівської улоговини — 432—438 м над рівнем моря.

### Геологічна будова та корисні копалини
В геологічній будові Сколівської улоговини представлені відклади крейдової, палеогенової, неогенової і четвертинної систем. Утворення крейдової системи представлені відкладами стрийської світи (K2st). Це, як правило, трьохкомпонентний фліш (пісковик-алевроліт-аргіліт), часто в нижній частині циклу Боума зустрічаються крупнозернисті поліміктові гравеліти. У святославському кар'єрі (присілок Сколе) розробляються саме міцні пісковики стрийської світи як будівельна сировина (щебінь, бутовий камінь). Тут є репрезентаційні відслонення типових флішових відкладів верхньострийської підсвіти. Азимути падіння порід південно-західні, кути падіння змінюються від 30 до 55°. В тектонічному плані дані відклади належать до скиби Парашки. Фронтальний насув скиби Парашки закартовано за 50 м південніше автомобільного мосту через залізницю, на південній околиці міста. Палеоген-неогенові відклади — ямненською, бистрицькою, вигодською, манявською і менілітовою світами, неогенові — верхньою частиною менілітової світи. Крейдові і палеогенові утворення складають карпатську флішеву формацію.
У районі Сколе, річка Опір прориває середньовисотні гірські ланцюги Сколівських Бескидів, утворюючи у відносно м'яких еоценових і олігоценових відкладах флішу терасовану улоговину. При цьому максимального розвитку досягають друга і третя тераси Опору, на яких власне і стоїть місто. Будова терас двочленна — фундамент представлений товщею неоплейстоценового валунно-галечнику з глинисто-гравійним заповнювачем, яка перекривається малопотужним шаром алювіально-делювіальних суглинків з включенням гравію та дрібної гальки. Північно-східна частина Сколівської улоговини різко звужується (до 35 м) і утворює каньйон з дуже крутими схилами, дном якого тече Опір. Це місце утворилось внаслідок прориву Опору через товщу міцнозцементованих масивних пісковиків ямненської світи палеогену.
Розмив лівого берегу Опору (уступ другої тераси) у Сколівській улоговині може бути спричинений інтенсивними новітніми підняттями розміщеної дещо східніше ґорґанської частини Скибових Карпат, унаслідок чого відбувається поступове відсування русла річки на захід.
Корисні копалини в адміністративних межах міста та його околиць представлені головно будівельним камінням і джерелами мінеральних вод. Найдавніша згадка про карпатські залізні руди (сферосидерити) з околиць Сколе (Павлів потік) датується 1472 роком. Першу промислову каменоломню пісковиків було закладено у 1887 році на північній околиці міста — Колодці. Незабаром почалися розробки пісковиків стрийської світи на будівельне каміння і щебінь у Святославі. Цей кар'єр діє досі. 
У Сколе і околицях відомо 5 малодебітних джерел природних мінеральних вод, два з яких («сірководневе» і «залізної води») знаходяться в долині Павлового потоку, одне сірководневе на об'їзній трасі неподалік залізничної станції, джерело Альберта по дорозі на Святослав та одне в заплаві Опору на вулиці Гірка.

### Клімат

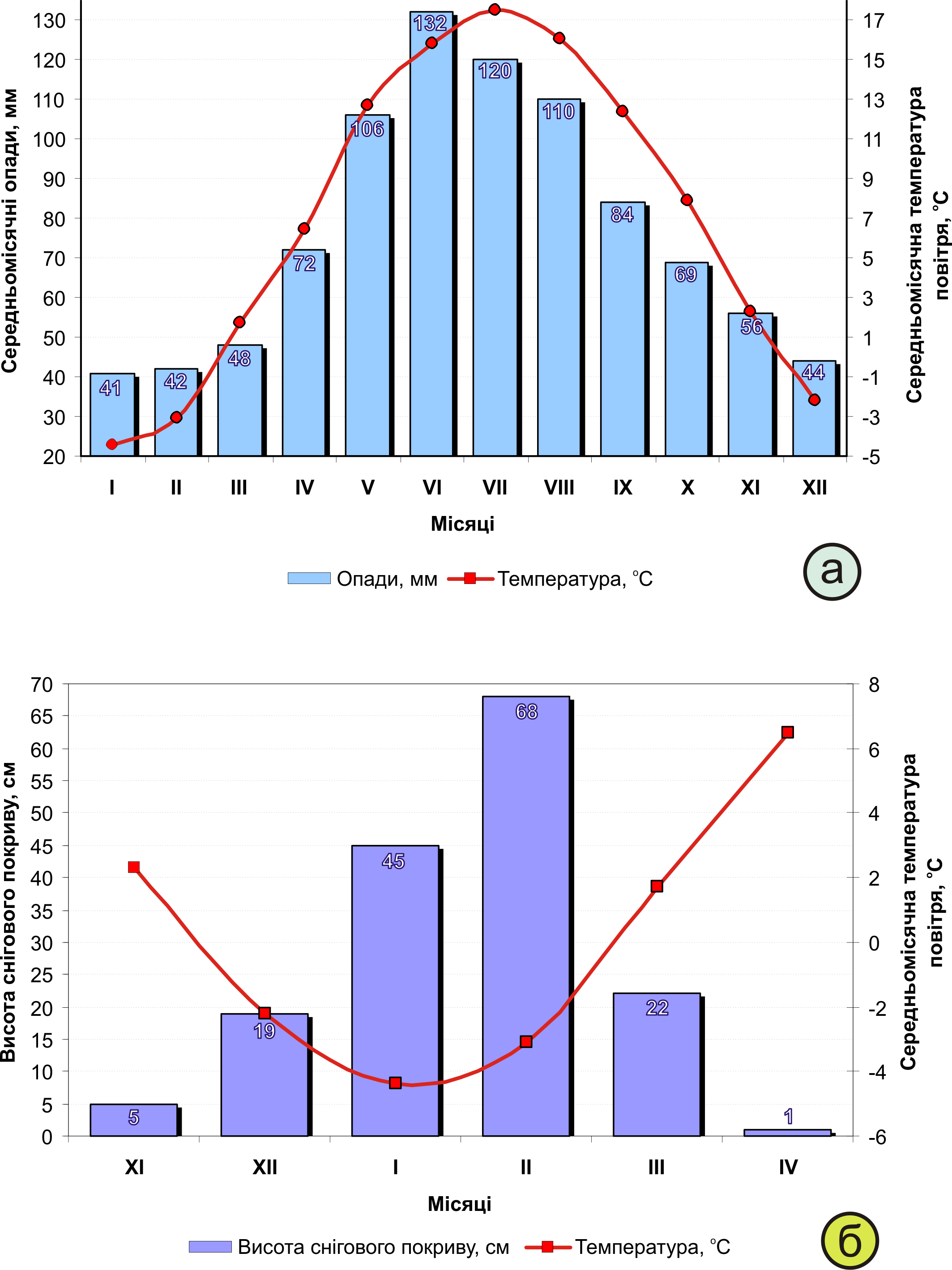
Середньорічна температура повітря і кількість опадів по м/п Сколе (а), та багаторічна середня висота снігового покриву (б)

Клімат у Сколе — помірно-континентальний, середньорічна температура повітря — +7ºС (липень: +17,5, +16ºС; січень: −4,5, −6ºС). Середня тривалість зими — 4—4,5 місяця. Середньорічний рівень опадів 924 мм. Максимальна кількість опадів припадає на середину літа.
Катастрофічні паводки в Сколе зафіксовані у серпні 1927, 1948, 1969, 1998 та 2008 роках.

Для весни характерна переважно нестійка хмарна погода з проясненнями, влітку бувають сильні зливи, які часто спричиняють повені. Взимку в Сколівській улоговині діють одночасно сибірський і азорський антициклони, та частково ісландський циклон, внаслідок чого переважають південно-західні вітри. При проникненні морського арктичного повітря йде мокрий сніг, а з південно-західним вітром — сильні заметілі. Загалом, в останні роки (2000-ні) зима в Сколе малосніжна, порівняно тепла з переважно хмарною погодою та високою відносною вологістю повітря.

### Гідрографія

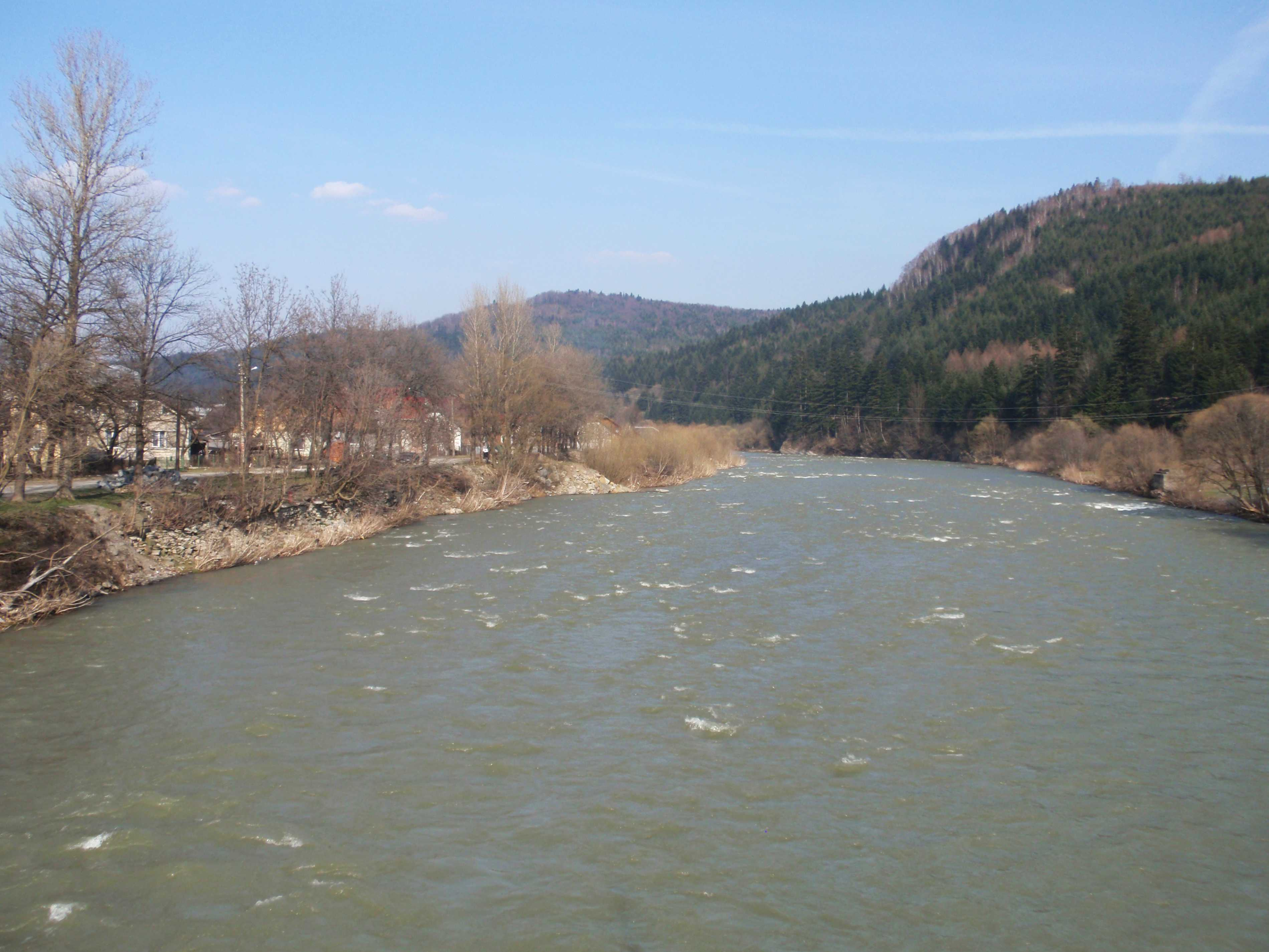
Опір в Сколе навесні 2009 року. Над лівим берегом видно фрагмент вулиці Гайдамацької (колишня «Boulevar nad Oporem»)

Основна водойма міста — річка Опір. Вона обмежує місто зі сходу. Характер річки — гірський. Живлення змішане, переважно снігове. Долина Опору в межах міста має асиметричний поперечний профіль із крутим правим та пологим лівим берегами. Ліва надзаплавна тераса добре виражена і має ширину до 50 м. Права тераса редукована. Дно Опору нерівне, гальково-кам'янисте, з виходами корінних порід, які утворюють пороги і перекати (місцева їх назва гучала). Глибина русла непостійна, сильно мінлива у створі і вздовж течії, в меженний період становить 0,2—1,2 м. Ширина русла в межах міста становить від 30 до 80 м. Швидкість руслової течії Опору становить 0,8—1,0 м/с. Середньорічна витрата води річки становить 6,8 м3/сек. При проходженні паводків річка заливає заплаву повністю, ширина річки збільшується до 120 м, глибина до 2-3 м, а швидкість течії становить 2—3 м/сек. Під час катастрофічного паводку стік досягає максимуму і становить 760 м3/сек.
В межах міста в середині 1980-х років на правому березі Опору, у відпочинково-рекреаційній зоні споруджено штучне озеро, площею 0,5 га. Максимальна глибина — ~ 6 м. Береги укріплені залізобетонними плитами. Водойма живиться водою потічка Павлів потік, надлишок води через шлюз скидається в Опір. Влітку в озері спостерігається стійка стратифікація води — верхній шар прогрітої сонячним промінням води до глибини приблизно 1 м та нижній глибинний шар холодних вод з t ~ 15—17 °C. Влітку 2009 року озеро було осушене, проте 2010 знову наповнене.

### Природоохоронні об'єкти
У межах міста є шість ботанічних пам'яток природи та один парк-пам'ятка садово-паркового мистецтва. Всі вони мають природоохоронний статус.
- Віковий дуб (Сколе, вул. Князя Святослава, 13);
- Віковий дуб (Сколе, центр міста);
- Глід червонолистий;
- Група вікових дубів;
- Магнолія Суланжа;
- Платан кленолистий;
- Парк школи-інтернату.

## Демографія

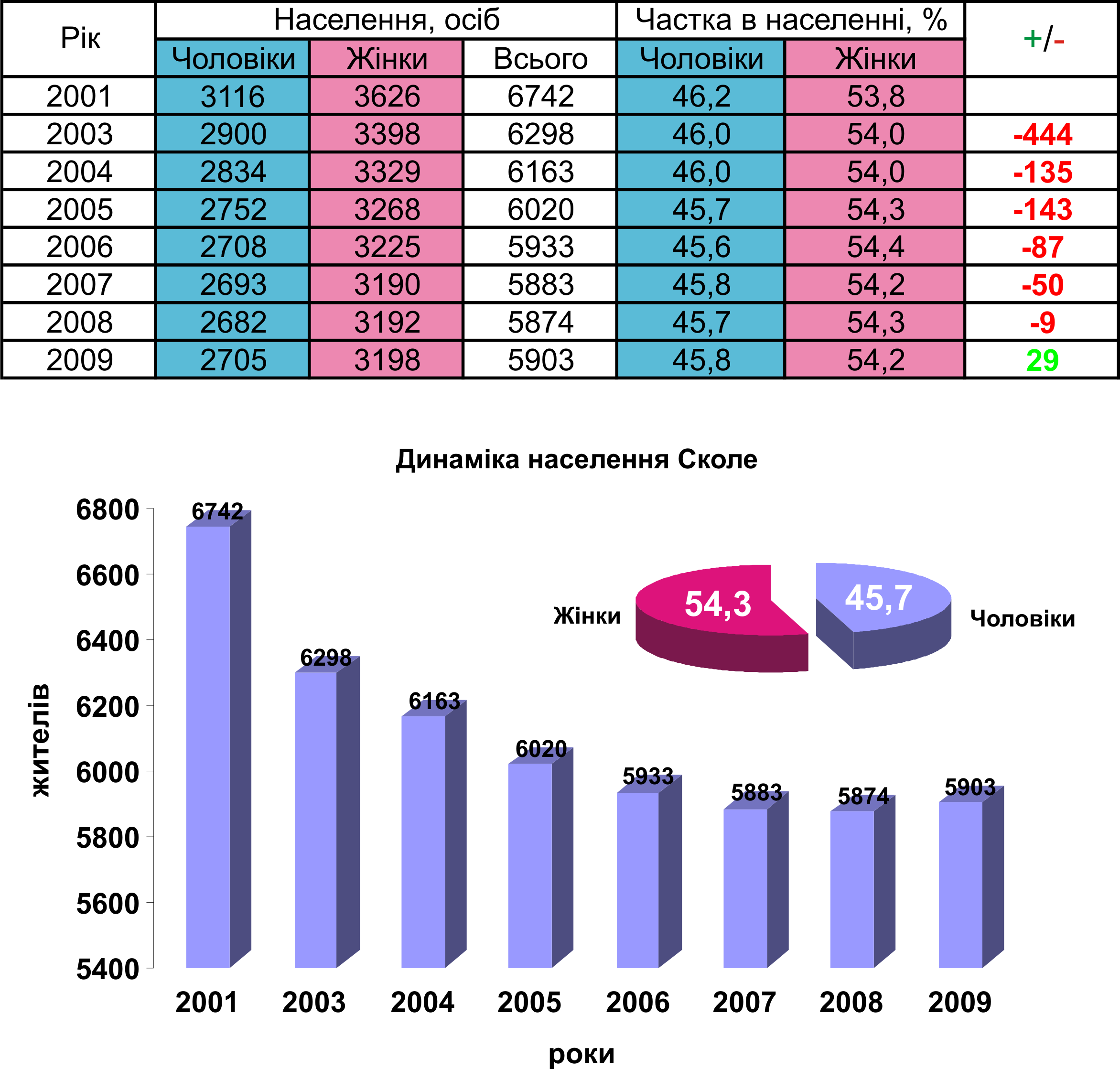
Динаміка кількості і статевий склад населення Сколе в XXI ст.

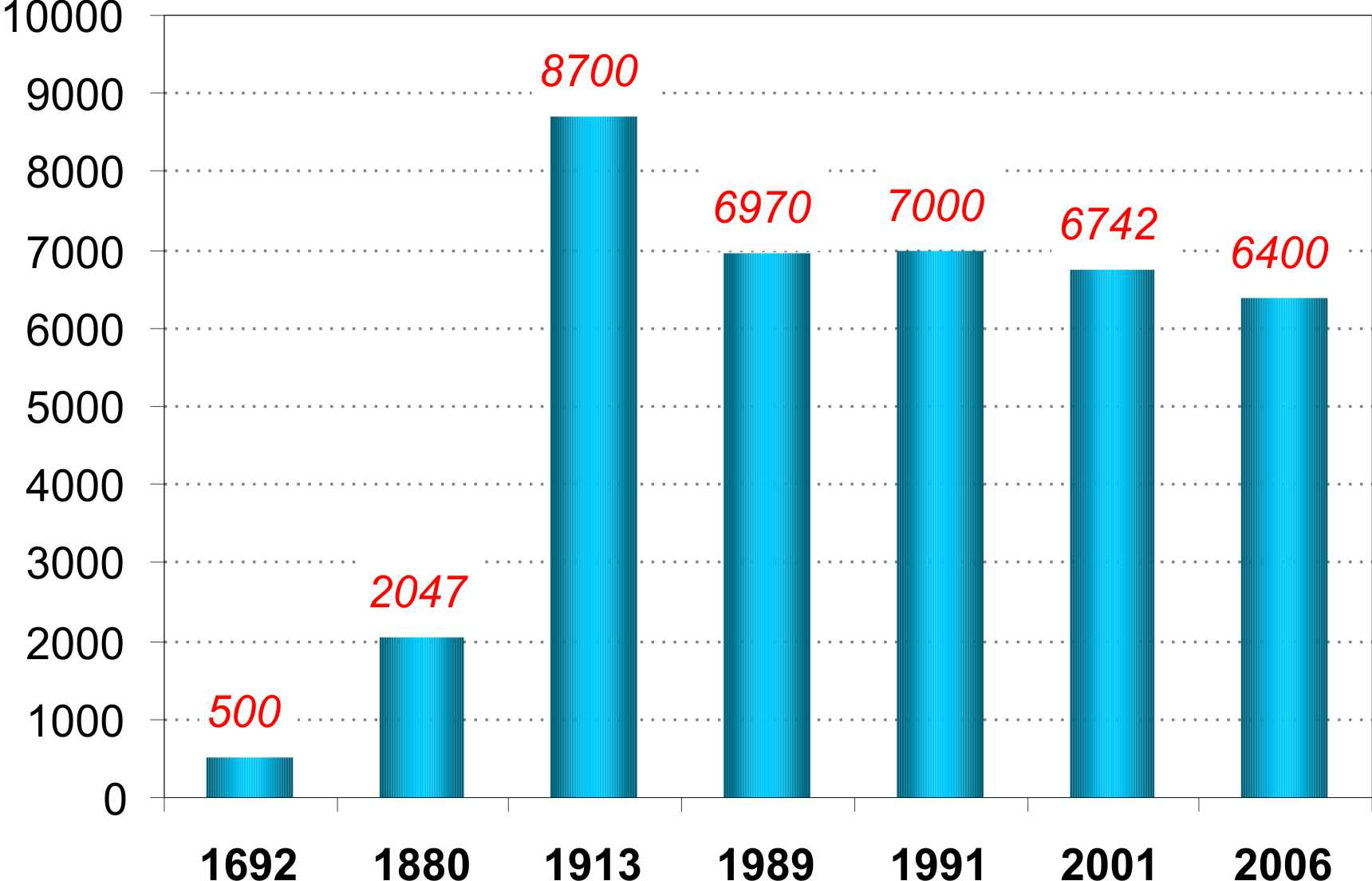
Динаміка кількості населення (1692 — 2006)

Станом на початок 2025 року у Сколе зареєстровано 6135 мешканців (приблизно стільки ж було наприкінці 2012 року). Етнічний склад мешканців майже однорідний. Переважна більшість — українці (корінні довоєнні сім'ї становлять меншу його частину, а міщани 3-го покоління — велика рідкість), в незначній кількості: росіяни (частина російського населення і сімей військовослужбовців виїхала в Росію після утворення незалежних держав на території СРСР), поляки (майже все довоєнне польське населення вивезено до Польщі 1946 року), євреї (майже все довоєнне єврейське населення знищено нацистами в 1943 році), інші національності. 
Стосовно питання стагнації демографічного розвитку Сколе і інших містечок Галичини влучно зазначив Роман Лозинський: 
| Яскраво відображає економічну відсталість у совєтський період Галичини ступінь розвитку галицьких міст і селищ міського типу. Дуже багато з них були (і залишилися) невеликими поселеннями, у яких мешкали лише декілька тисяч чоловік і працювали окремі дрібні промислові підприємства. Частина поселень узагалі зберегли статус міст тільки завдяки давньому історичному минулому, впродовж якого вони неодмінно виступали як міста чи містечка. Існує чимало таких, які за чисельністю мешканців, а деякі – за ступенем економічного розвитку, так і не сягнули довоєнного рівня. Белз, Бібрка, Борислав, Рава-Руська, Сколе, Старий Самбір, Турка — це лише найвідоміші з них.[15] |

### Національний склад
Розподіл населення за національністю за даними перепису 2001 року:
| Національність  | Відсоток |
| --------------- | -------- |
| українці        | 97,30%   |
| росіяни         | 1,80%    |
| білоруси        | 0,28%    |
| поляки          | 0,26%    |
| інші/не вказали | 0,36%    |

### Мова
Розподіл населення за рідною мовою за даними перепису 2001 року:
| Мова            | Кількість | Відсоток |
| --------------- | --------- | -------- |
| українська      | 6304      | 97.95%   |
| російська       | 104       | 1.61%    |
| білоруська      | 10        | 0.15%    |
| польська        | 6         | 0.09%    |
| вірменська      | 3         | 0.05%    |
| угорська        | 1         | 0.02%    |
| німецька        | 1         | 0.02%    |
| словацька       | 1         | 0.02%    |
| інші/не вказали | 6         | 0.09%    |
| Усього          | 6436      | 100%     |

## Історія

### Давні слов'яни та Київська Русь
Слов'янське поселення виникло приблизно на початку X ст., про що свідчить легенда про князя Святослава Володимировича та результати археологічних досліджень. На території міста були знайдені кам'яні сокири, кераміка, кістяні вироби та інші артефакти, які належать до часів Київської Русі. Через Сколе здавна проходив знаменитий торговельний Соляний шлях «на угри», з Волині та Галичини на Закарпаття. У 895 р. мадярські кочові племена, на чолі з Арпадом дорогою в Паннонію, перейшли через гірське поселення, яке існувало на місці теперішнього Сколе. Однак головним локаційним наративом міста є легенда про Святослава, що частково підтверджується топонімічним та археологічним матеріалом. Відповідно до неї, на цьому місці в 1015 році відбулась жорстока битва між синами Володимира Святославича — Святополком і Святославом. Вся долина між горами була вкрита тілами вбитих і поранених, а жорстокий Святополк все вигукував: «сколіть їх всіх!». Військо Святослава було знищено, сколоте. Долину між горами тому нібито і назвали Сколе. Достовірність цієї легенди підтверджується і назвою селища Святослав, що є пригородом Сколе. Назву Сколе пов'язують також зі словами скеля, оскільки долина, де розташоване місто, оточена скелями.

### 1086—1349: Галицька Русь таГалицько-Волинське князівство
Правдоподібно, що до монгольського нашестя та місцина, де зараз розміщене Сколе, мала назву «Тухля», або «Тукла», а сучасне село Тухля (вище в горах і в стороні від «угорського» шляху) виникло вже після нищівного розгрому монголами старого поселення у Сколівській улоговині.
При в'їзді до міста з півночі, на перевалі Тухольські ворота до 1241 року існували потужні фортифікаційні споруди для захисту від ворожих нападів кочівників — трирядна система оборонних дерев'яно-земляних валів з високою дерев'яною вартовою вежею (баштою) на кам'яному фундаменті. З верхнього майданчика башти було видно вежу монастиря у Синевицку Верхньому. Цей перевал тоді називався «Ворота», а пізніше, за часів Австро-Угорщини — «Колодка». Із тих давніх часів гору, на якій стояла вежа, називають Баштою, а другу, що навпроти, через річку — Забаштою (приблизно не середині хребта Чудидів). Сколівські оборонні споруди княжого часу — це два паралельних вали та рови, що проходять від правого берега річки Опір по гребеню хребта Чудилів. Викопані рови та насипні вали тягнуться паралельно один до одного на віддалі 50–80 м загальною довжиною до 400 м. На північному схилі хребта виявлено дев’ять овальних земляних насипів невідомого призначення, які розміщені півколом, однак їх датування досіл не певне. Пам’ятка належить до оборонних, які призначалися для захисту однієї з доріг, що вела до карпатських перевалів.
10 березня 1241 року величезне (~ 20 000 воїнів) монгольське військо під проводом Батия і Субудая, прямуючи з Волині в Панонію, розпочало штурм укріпленого перевалу «Тухольські Ворота», вщент розгромило в нерівнім бою малочисленний гарнізон оборонців, і вже через 2 дні передові загони монгольської кінноти вийшли на Верецький перевал. Саме ці події так яскраво описав у своїй історичній повісті «Захар Беркут» знаменитий бойко — Іван Франко.

### 1387—1772:Руське воєводствоПольського королівства
Перша письмова згадка про Сколе датується 5 березня 1397 року. Тоді, брати Мико та Іванко Волохи отримали дозвіл від короля Владислава ІІ на розбудову поселення у «пустому полі» під назвою «Сколе» над річкою Опір.:

| ...Ми заявляємо як сьогоднішньому поколінню, так і майбутньому, якому про все корисно знати, що Ми зважили на корисний послух наших підданих і надійність нашій вірі, чим тепер догодили Нашій Величності рідні брати Волохи, наші вірні і любі Мико та Іванко, які в майбутньому будуть Нам ще більше відданими, і бажаючи наділити їх за їх волею спеціальною ласкою користуватись всілякими можливостями, — то їм даємо навіки село в наших лісах за нашими володіннями, що по-народному звуться "Ворота", розташоване на ріці Опір і на пустих полях, які є там, тобто Сколе і Тухля з іншими лісами і полями, які прилягають з обох сторін згаданої річки Опір, даруємо згоду на постійне проживання знову (і вважаємо, що відтепер його треба називати селом Сколе) з усіма плодами, чиншами, доходами, врожаями, полями, лугами, пасовиськами, лісами, гаями, ожинними кущами, смерековими і дубовими лісами, борами, бортями, мисливськими і рибними уходами, озерами, болотами, ставками, рибниками, млинами, водами і всім тим, що належить до поодиноких угідь, і всіма придатками. |
Але не довелося братам Волохам довго володіти розбудованим ними поселенням. Через кілька років в боротьбу за Сколе і навколишні багаті ліси включились польський магнат Пйотр Кміта і краківський воєвода Ян з Тарнова (Тарновський), переможцем з якої вийшов останній з них.
Є відомості, що у 1449 році село Сколе належало Івашку Гошовському і Корчинському. У 1508 році Івашко Гошовський згаданий як дідич Семигинова, Тухлі та Сколе. Дідичами Сколе якийсь час були також представники роду Крушельницьких гербу Сас.
Через якийсь час Сколе і навколишні землі повернулись до родини Тарновських. У 1567 році землі Тарновських і Сколе переходять у власність князя Костянтина-Василя Острозького, нащадки якого на початок XVIII ст. зосереджують у своїх руках майже всі сколівські володіння.
На той час податкова політика князів Острозьких і представників дрібної шляхти по відношенню до селян була досить жорсткою — селянин мав сплачувати як грошові, так натуральні податки:
- лановий податок — 3-4 злотих;
- лісний податок — 3 злотих;
- податок на дим — 1 злотий;
- за весілля дочки — 1 злотий;
- за вдову — 2 злотих;
- за розлучення — 6 злотих;
- з натуральних податків — поголовщина і половинщина.[33]

Крім того, на селян накладалися значні подушні повинності. Відсоток кріпацтва був дуже великий, вільних селян і ремісників в Сколе були одиниці.
У 1568 та липні 1594 року жителі Сколе зазнали нападу татар, які дійшли аж до Славська..
30 січня 1657 року, в ході союзної війни проти Польщі, угорське військо семигородського князя Ракоці Юрія II, прямуючи до Стрия зайняло і розграбувало Сколе.

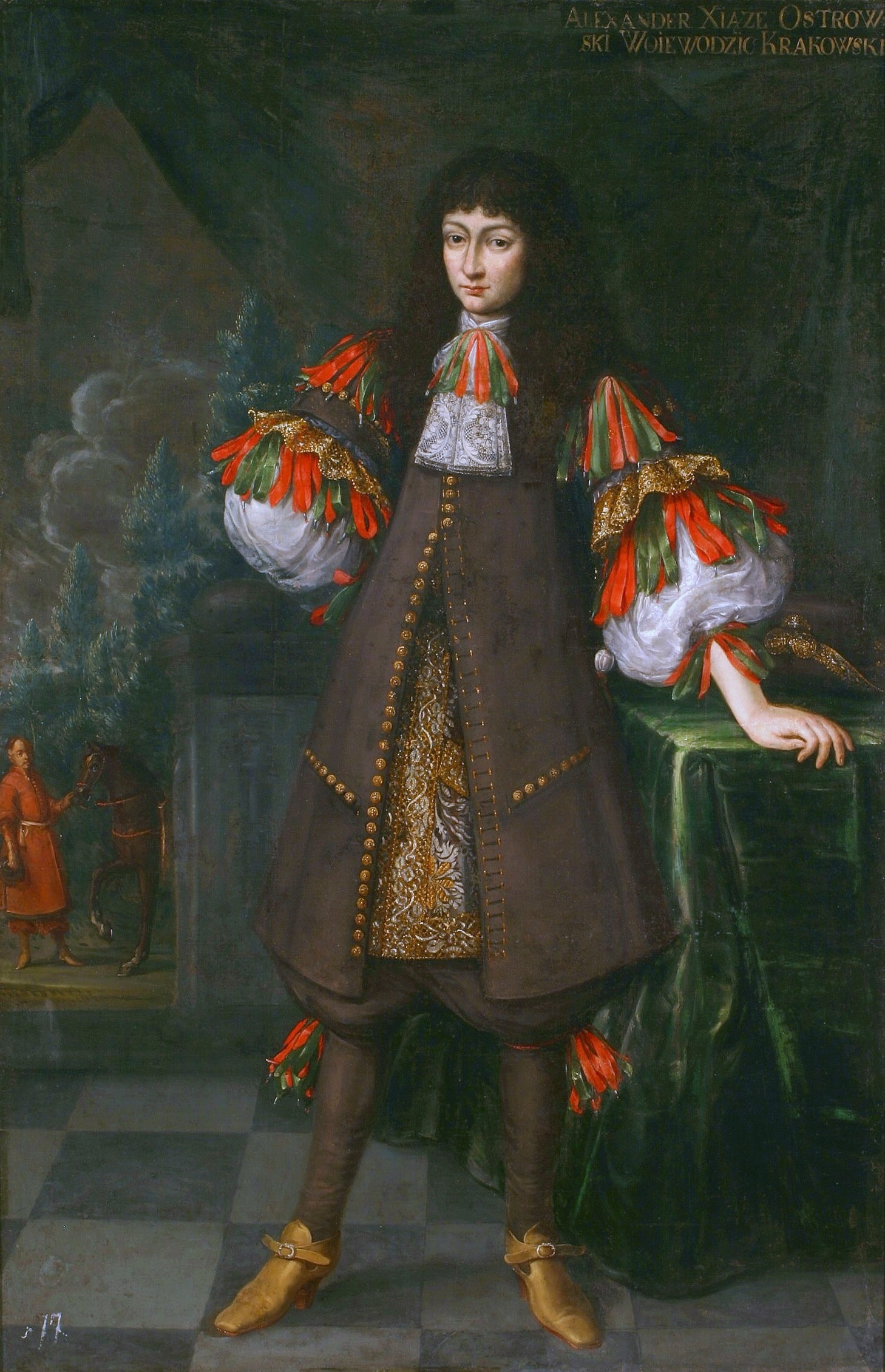
Будівничий укріплень та замку XVII ст. Олександр Януш Заславський

Близько 1660 року у долині Сколе Олександр Януш Заславський розбудував кам'яні укріплення та дерев'яний замок, а сам населений пункт отримав характер міста із назвою Олександрія — на честь князя.. Нова назва не прижилася, і місцеві жителі почали називати місто, як і село — Сколе. Крім дерев'яного замку та мурів, над брамою княжого замку височіла дерев'яна вежа з бійницями. Відомо, що першим каштеляном Сколівського замку був Ян Ольбрахт Пілєцкі (Пілецький)). Посеред торгової площі було збудовано ратушу, єдину на той час муровану споруду в містечку. Її пізніше використовували переважно під торговельний центр і склади, бо місто не мало магдебурзького права. Ратуша дуже постраждала в часи Другої світової війни, була розібрана в середині 50-х років XX ст.
Ходачкова шляхта Сколівщини відрізнялась «запальною вдачею», подекуди після гучної забави вдавалась до не менш гучних прогулянок, які неодмінно закінчувались розбоєм, насиллям і грабіжництвом. Так, у червні 1664 році близько 40 турківських молодих шляхтичів верхи, на чолі з Петром Височанським в базарний день напали на Сколе, зчинили стрілянину, масову бійку на торговиці, поперевертали вози, і понищили багато майна. Нападників було схоплено і заарештовано. Вони навіть подали скаргу до суду, про те, що їх було побито під час арешту. Суд скаргу відхилив і визнав турківських шляхтичів винними з відшкодуванням майна потерпілим сколівчанам. Проте розмір відступного сколівчан не задовольнив, і коли влітку 1667 року три вози з крамом Яна Височанського (батька одного з учасників розбійного нападу) дорогою до Славська проїжджали через Сколе, їх було заарештовано, а коли старий Височанський приїхав у Сколе за майном, його замкнули до льоху замкової вежі. Тримали доти, доки не сплатив відкуп у повному розмірі…
Протягом 1671—1681 в околицях Сколе діяв загін опришків на чолі з колишнім пастухом Андрієм Дзигановичем.
У 1673 році, через раптову смерть князя Олександра Заславського, Сколе, разом з усіма іншими маєтками родини Заславських перейшло у володіння роду Любомирських.
Станом на 1692 рік Сколе було типовим галицьким містечком, поділеним головним карпатським торговим шляхом на дві половини: шляхетську, де був княжий замок і дерев'яні будинки ходачкової шляхти; і хлопську, або рустикальну — власне давнє село Сколе, посеред якого йшла одна вулиця, яка так і називалась, «серед села». Шляхетське Сколе складалось з 55 будинків, 6 корчм, 2 пивоварень, при населенні близько 500 осіб. В рустикальній частині Сколе було трохи більше хат, але приблизно стільки само населення, тож загалом — близько 1000 душ.
Ельжбета Гелена Сенявська в квітні 1704 видержавила від Теофілі Лещинської Сколе та Тухольщину, які купила того ж року.

### 1772—1918:Королівство Галичини та ВолодимиріїГабсбурзької монархії

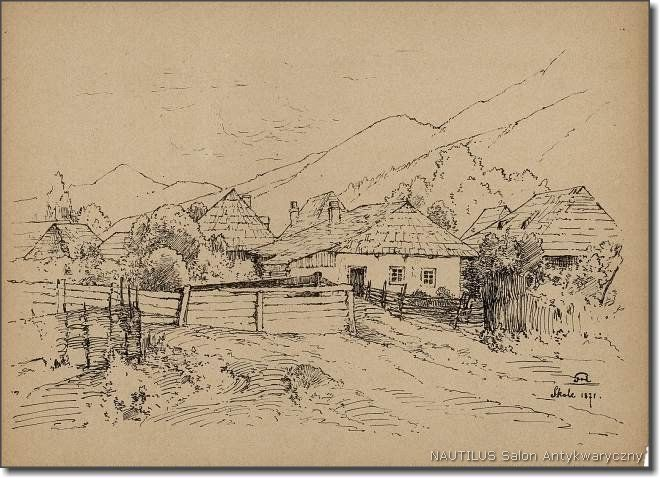
Сколе. Літографія Генрика Грабіньского, 1871

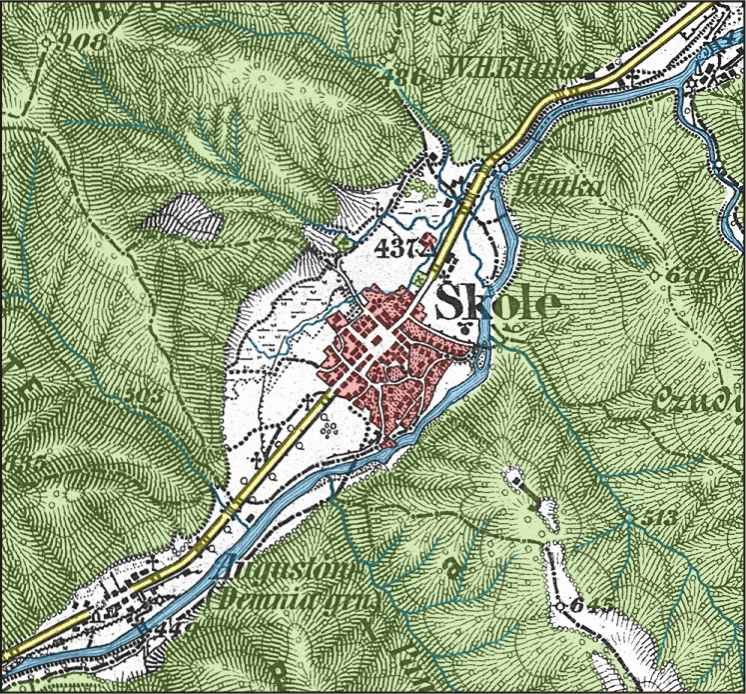
Топографічна мапа Сколе 1877 року

10 червня 1772 року у Сколе вступили австрійські війська. Розпочався довгий період поступової німецької колонізації краю.
В останній чверті XVIII ст. графиня Ізабела Любомирська запросила на Сколівщину німецьких колоністів, які селилися переважно у Сколе і займались ремісництвом (пекарі, слюсарі, годинникарі, шевці). В присілку Сколе — яке пізніше отримало назву Демня, німецькі колоністи-гірники збудували доменну піч, із заліза якої місцеві майстри виготовляли сільськогосподарське знаряддя. Домна спочатку працювала на жидачівській залізній руді, а згодом (1780) знайшли руду і на Сколівщині. Дещо пізніше, недалеко від залізної гути колоністи з Богемії збудували склодувну піч, на якій виплавляли зелене і прозоре скло. Виробництво розвивалось швидкими темпами, і у 1809 році тільки на скляній гуті працювало понад 140 осіб.
На початку XIX ст., за згодою Франца Йосипа I розпочалась масова колонізація Бойківщини німецькими ремісниками, що сприяло розвитку промисловості краю. Вони утворили кілька колоній, де компактно оселилися: Феліценталь (нині с. Долинівка), Карлсдорф (нині с. Климець) та Аннаберг (нині с. Нагірне). Багато їх було і у самому Сколе. Німецький вплив і досі помітний у забудівлі, побуті, місцевому діалекті, веденні господарства.
У 1784 р. новозбудований гостинець з'єднав Сколе з Нижніми Воротами, що значно пожвавило торговельні і культурні зв'язки Бойківщини з Закарпаттям. У тому ж році Сколе зазнало великої повені, було зруйновано чимало хат біля річки, підтоплено городи і обійстя, згнило багато урожаю. Повінь спричинила голод 1784—1787 рр.
У 1847 році Сколівщина належала графу Альфреду Потоцькому, в місті того часу було 238 домів і близько 2000 населення. 1859 року граф А.Потоцький продав сколівські землі разом з Тухольщиною графу Еугеніушу Кіньські (Кіньському) за 275000 злотих ринських.
Близько 1862 року граф Кіньські збудував тут перший на Сколівщині паровий тартак, а 1864 року заснував найбільшу в Галичині сірникову фабрику на північній околиці Сколе, де працювало понад 50 робітників.
1885 р. — відкрито залізницю Стрий — Сколе, що була продовжена у 1887 році до Мукачевого. Перший пасажирський потяг прибув на станцію Сколе зі Стрия 4 квітня 1885 року. Після прокладання через Сколе залізниці, в місті та околицях інтенсивно розвивається рекреаційне господарство.

#### Епоха баронів Ґредлів

Барон Задік Ґредль (1822, Фрідберг — 1896, Відень)

1886 року австрійський барон, єврей Альберт Ґредль (1868—1942) разом з двома братами заснував у Сколе фірму «Брати Барони Ґредлі». У тому ж році він разом з підприємцем Вільгельмом Шмідтом купив у сколівського дідича графа Еугеніуша Кінського багаті місцеві ліси. Будівництво залізниці стимулювало промисловий розвиток міста, і невдовзі фірма Ґредлів розвинулась у різногалузевий промисловий комплекс, до якого належали лісозаготівельні промисли, каменярня (тартак), ремонтно-механічні майстерні і навіть невелика гідроелектростанція. Загальна площа володінь баронів Ґредлів на Сколівщині становила більше 36000 га.
При виробництві паралельно розбудовувалась і комунально-соціальна сфера. Відпрацьована пара йшла на опалення службових приміщень. Був побудований водогін з керамічних труб, який обслуговувався лише однією людиною. Цей водогін справно працює і досі.

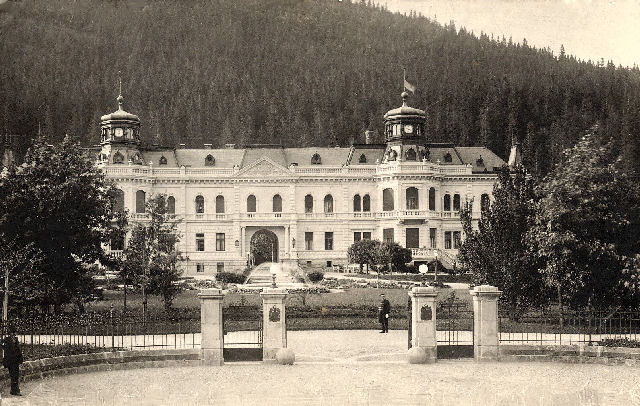
Палац баронів Ґредлів на Демні (Сколе), початок 1930-х

Брати Ґредлі перебудували і розширили колишній палац графа Кінського на Демні і заклали довкола будівлі розкішний парк і оранжерею. Цей палац і досі вважається перлиною Сколівщини, хоча станом на кінець 2008 року знаходився у дуже занедбаному стані. Після окупації Сколе радянськими військами у кінці вересня 1939 р. в палаці був розміщений відділ НКВС, який повернувся сюди у серпні 1944 р. і діяв до 1948 року. Потім палац було передано інтернату безпритульних дітей, який і досі тут розміщується.
Брати Ґредлі побудували у Сколівських Бескидах кілька вузькоколійок. Найбільший ухил мала ділянка від Демні через Свидник до Тисовця (18,7 км), на Козьову і на гору Парашку — найвищу вершину Сколівщини. Ширина колії від 620 до 1050 мм, ухил траси — до 25 %. У період між двома світовими війнами фірма «Брати Барони Ґредлі» давала дуже добрий дохід, який подвоювався щорічно. Розвивали вони і туристичний бізнес.
30 березня 1888 року велика пожежа знищила майже третину міста (близько 100 будинків). Центр містечка був представлений щільною дерев'яною забудовою, будівлі стояли майже поруч, вогонь за дуже короткий час поширився майже на все місто. Вщент згоріли дерев'яний костьол, поштамт, будинок податкової адміністрації і початкова школа. Невдовзі після цієї трагедії у Сколе стараннями Корнеля Міроновича було засновано добровільну пожежну сторожу, яка станом на 1900 рік налічувала понад 60 волонтерів. У 1900 році з'явилися на Сколівщині перші охоронні лісові округи (69 га).
Майбутній президент ЗУНР Євген Петрушевич 1908 року переніс свою адвокатську канцелярію з Сокаля до м. Сколе, де невдовзі став посадником міста.
1912 року Сколівщина була виділена зі Стрийського повіту, місто Сколе стало повітовим центром.

### 1914—1918: в часи Першої світової війни

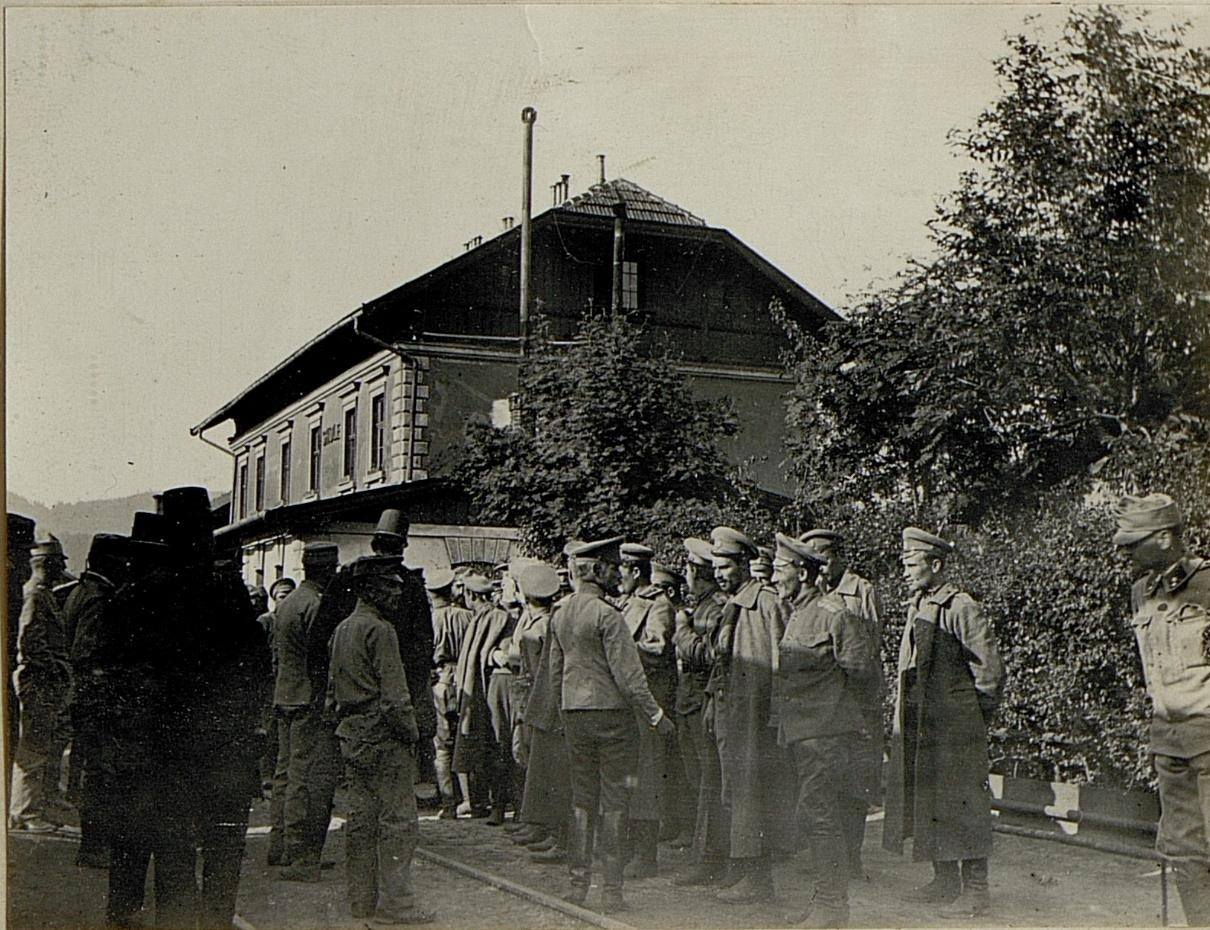
Російські полонені на залізничній станції Сколе, літо 1916 року

В часи Першої світової війни значних бойових дій у Сколе не було. У вересні 1914 року, після перемоги в Галицькій битві, ескадрони 2-ї Кубанської козачої дивізії переслідуючи відступаючі австро-угорські війська швидким маршем пройшли через Сколе і з боями захопили карпатські перевали Бескид і Верецький. У лютому 1915 року через місто в напрямку Верецького перевалу пройшли колони російських військ 22 піхотного корпусу 8-ї армії генерала Брусилова.
3 березня 1918 року в місті відбулось «свято державності і миру» (віче) на підтримку дій уряду УНР, на якому були присутні близько 8 000 осіб.

### 1918—1919:ЗУНР
2 листопада 1918 року старший десятник Михайло Гребеняк, стрільці Семен Сиродник, Іван Корчинський та Василь Юзвак роззброїли жандармерію прикордонної охорони у Сколе. Це був сколівський відгомін Львівського листопадового чину. У пам'ятному листопаді 1918 року гурток українців під проводом отця-декана Михайла Мосори, в імені Української Народної Республіки у Сколе перебрав владу від австрійської адміністрації. З 1918 по 1920 рік у місті лютувала епідемія тифу.

### 1919—1939: у складіДругої Речі Посполитої
У 1919 році в місті почав діяти повітовий суд, який знаходився в приміщенні сучасного відділу районних електромереж. Першим суддею був доктор Іван Дубрович. Лев Левицький (1868—1928) був начальником міського суду. Адвокатами були доктори Євген Петрушевич, Андрій Чайковський, Осип Назарук. Судді — Михайло Камінський, Євген Левицький, Дмитро Бобанич, Євген Калянівський. Визначними адвокатами і громадськими діячами були Степан Дольницький, доктор Степан Булак, Теодор Бекеш, Євген Малиняк. Активним громадським діячем у Сколе був Іван Гребеняк — працівник сколівського суду, музикант, керівник церковного хору, активіст «Просвіти».
З 1928 до 1935 року у Сколе видавалася газета «Відомості Демнянські» (пол. Wiadomośći Demniańskie), в якій висвітлювалися питання економіки, історії, географії та побуту краю. У 30-х роках XX століття на Сколівщині інтенсивно розвивається туризм. В цей період було відкрито пансіонати, відпочинкові вілли, туристичне інформбюро, кінотеатр, пляжі над річкою Опір, гірськолижний трамплін, хокейне поле, ковзанку і першу в Карпатах санну трасу. Влітку на цей кліматотерапевтичний курорт приїздило близько 1500 відпочиваючих. 26 травня 1936 року Сколе відвідав Президент Естонії Костянтин Пятс, а у червні 1939 — учнівська делегація з Будапешту (70 осіб). На Сколівщину для вивчення долини Опору приїжджали студенти Кембриджу.
11-12 липня 1936 року у Сколе відбулась регіональна виставка, присвячена природним ресурсам і народним промислам Сколівщини. З 5 по 6 червня 1937 року у Сколе тривав з'їзд Союзу гірських земель під проводом Валерія Гоетля та з'їзд туристично-рекреаційної спілки «Східні Бескиди» організатором якого був Станіслав Лещинський. Спеціально до цього з'їзду був виданий перший ілюстрований путівник по Сколівщині.
У міжвоєнний час місто було центром Сколівського повіту (пізніше приєднаного до стрийського повіту Станіславського воєводства). 1937 року Сколе було включено до переліку гірських поселень, що заслуговують охорони, як рекреаційна місцевість. До 19 вересня 1939 року в місті розташовувався базовий гарнізон першого батальйону Корпусу Прикордонної Оборони «Skole» (командир — майор Єжи Станіслав Дембовскі).
Наприкінці травня 1939 року на перевалі Тухольські ворота біля Сколе відбувся бій між польською поліцією і прикордонниками з одного боку та бійцями Карпатської січі, які поверталися в Галичину з окупованої угорцями Карпатської України, з іншого. Про це згадує Юрій Шухевич.

### 1939—1944: у періодДругої світової війни
19 вересня 1939 року, на третій день після початку Польського походу РСЧА, польські прикордонники і адміністрація містечка за наказом головнокомандувача Едварда Ридз-Смігли були евакуйовані залізницею через Лавочне до Угорщини. Наступного дня, 20 вересня в місто ввійшли передові частини Вермахту. 22 вересня 1939 року, відповідно до остаточного узгодження демаркаційної лінії між СРСР та Третім Рейхом, німецькі війська почали передавати СРСР раніше захоплені ними території Галичини — було передані міста Стрий, Сколе, Миколаїв-Дністровський.
З жовтня 1939 року по червень 1941 в районному відділку НКВС було заарештовано і вислано в концтабори понад 360 місцевих мешканців — «ворогів радянської влади». Особливо ретельно вистежувались чекістами члени ОУН і АК, а також члени їх сімей і ті, хто був запідозрений у співпраці з ними.
Станом на 22 червня 1941 року в місті дислокувалась військова частина в/ч 3232 (146 гсп і 179 гап 44-ї гсд 13-го ск 12-ї армії), та 2-й батальйон 75 полку 10-ї дивізії НКВС по охороні залізниць. Також в Сколе, в палаці Ґредлів на Демні, був штаб 94-го прикордонного загону КОВО НКВС (командир загону майор Павло Босий, начальник штабу — майор Федір Врублевський, комісар — батальйонний комісар Микола Авдюхін).
В червні 1941 у Львівських тюрмах НКВС були розстріляні, як «вороги радянської влади», сколівчани: Бандурович Богдан Васильович 1922 р.н., Билень Едвард Андрійович 1908 р.н., Билень Йосип Михайлович 1889 р.н., Білецький Микола Іванович 1918 р.н., Бутковський Омелян Петрович 1916 р.н., Бутковський Петро Іванович 1903 р.н., Норичко Вікторія Чмошівна 1916 р.н., Роїк Євген Андрійович 1921 р.н., Роїк Євстахій Петрович 1922 р.н., Середяк Степан Михайлович 1903 р.н., Середяк Ярослав Михайлович 1913 р.н., Цогла Лев Петрович 1911 р.н., Цогла Микола Петрович 1907 р.н., Цогла Микола Іванович 1908 р.н.
З відступом радянських військ на початку радянсько-німецької фази війни, 1 липня 1941 року місто без бою було зайняте підрозділами угорської 1-ї гірської бригади 8-го Кошицького корпусу та частинами військ 17-ї армії вермахту. За час окупації, підрозділами СС, жандармерії та поліції було розстріляно тут понад три тисячі людей (переважно євреїв), зруйновано промислові підприємства, спалено чимало житлових будинків.
На південно-західній околиці Святослава, поблизу Сколе німецькою окупаційною адміністрацією був створений концентраційний табір (каменоломня) для молоді, що відмовилась служити в «Баудінсті», чи їхати на працю до Третього Рейху. Умови побуту в цьому таборі були жахливі. У ніч з 7 на 8 липня 1943 року, підрозділи Української народної самооборони, за допомогою жителів Коростова перебили охорону концтабору і звільнили близько 150 в'язнів.
За даними польського товариства пам'яті жертв злочинів українських націоналістів, в Сколе, 5 вересня 1943 року українськими націоналістами було розстріляно цивільне польське населення міста.[джерело?] Точна кількість жертв не відома і деякі дослідники ставлять під сумнів сам факт такої події — очевидно поліція чи гестапо вбили когось із поляків.
В 1941 в Сколе проживало 2670 євреїв.
З літа 1944 року на Сколівщині активно діяли підрозділи УПА. Найбільші бої з німцями й угорцями в Галичині відбулися з 6 по 16 липня 1944 року неподалік гори Лопата (Бій на горі Лопата), в районі Сколе і Долини на стику Дрогобицької та Станіславської областей.
9 серпня 1944 року передові частини радянської 18-ї армії генерал-лейтенанта Журавльова, що наступали на захід (частина сил 66 гвардійської стрілецької дивізії, 95 стрілецького корпусу, 24 стрілецької дивізії і 11 стрілецького корпусу) з ходу зайняли Сколе. Запеклий бій точився тільки в районі Святослава до ранку 10 серпня.

### 1944—1991: у складіУРСР
Після завершення Другої Світової війни у Сколе і околицях діяли численні партизанські загони УПА, які проводили активну терористично-підривну діяльність проти радянських установ та окремих представників і активістів місцевої радянської влади. Так, у березні 1947 року молодий бандерівець в центрі міста, опівдні, у всіх на очах застрелив начальника Сколівського міського відділку НКВС.
З 1944 по 1959 рр. Сколе — районне місто Дрогобицької області УРСР.
З 30 жовтня по 4 листопада 1956 року, протягом 4 ночей через місто суцільним потоком в напрямку угорського кордону йшли колони техніки 8-ї механізованої і 38-ї армій Прикарпатського військового округу для придушення повстання у Будапешті. У місті були прийняті безпрецедентні заходи безпеки: цивільному населенню було суворо заборонено виходити на вулиці міста після 20-00, весь особовий склад міліції і внутрішніх військ здійснювали цілодобове патрулювання і охорону маршруту проходу військових колон. Навіть зі Львова прибув полк внутрішніх військ для підсилення охорони. Небезпека диверсійно-терористичних дій з боку місцевого бандерівського підпілля була дуже високою. Автомобільні і залізничні мости через рр. Стрий і Опір охоронялися трьома лініями оборони з ДОТами і бронетехнікою.
Такі самі події були в кінці серпня 1968 року у Сколе під час Празької весни. Цікаво відзначити, що під час вводу радянських військ в Чехословаччину, майбутнього першого секретаря ЦК Чехословаччини Густава Гусака співробітники КДБ переховували і давали останні інструкції в мисливському будиночку по дорозі на Кам'янку, недалеко від Сколе.
Станом на 1975 рік у Сколе функціонували лісокомбінат, лісгоспзаг, кар'єроуправління (Святослав), промкомбінат, маслозавод та два хлібзаводи, комбінат побутового обслуговування об'єднання «Сільгосптехніка», електростанція, 26 магазинів, 10 підприємств громадського харчування, три загальноосвітні школи, музична школа, два дитячих комбінати, Будинок культури «Бойківщина», дві бібліотеки (районна і міська), широкоекранний кінотеатр, єдиний в місті готель, поліклініка, районна лікарня, тубсанаторій.
З 1957 по 1991 роки у Сколе розташовувався вузловий батальйон урядового зв'язку військ КДБ СРСР. Потужний ретранслятор тропосферного радіорелейного зв'язку (станція Р-414) на г. Корчанка справно працює й досі.
У середині травня 2015 року в урочищі Альтана, що біля міста, пошуковці комунального підприємства «Доля» та громадської організації «Українські Меморіали» знаходять масові захоронення воїнів Української повстанської армії. У 8 санітарних похованнях виявлено більше тридцяти останків людських тіл, при них — кілька радянських монет, найстарша датується 1946 роком, та алюмінієвий тризуб, який повстанці носили на головних уборах.

### З 1991: уНезалежній Україні

Монумент воякам УПА

З 1991 року місто в незалежній Україні. Проголошення незалежності України було сприйняте сколівчанами з величезним ентузіазмом. У 90-і роки частина підприємств, які були збудовані за часів СРСР припинила свою діяльність.
У 1995 році на площі Шевченка встановлено бронзовий пам'ятник кобзарю і регулярно відбуваються народні віче, а влітку 2009 року, за спонсорською допомогою сколівських підприємців, відкрито меморіал воїнам УПА.
В червні 2008 Сколе було в епіцентрі повені.
Приблизно в 1999—2000 почалася «перша хвиля» пожвавлення діяльності приватних підприємців. Було відкрито нові магазини, аптеки, кількість робочих місць зросла. Окрім того, місто стало набувати кращого вигляду — як влада, так і підприємці відремонтували фасади державних, приватних будівель. В 2008—2012 роках — «друга хвиля» — кількість магазинів, здебільшого продуктових, зросла щонайменше вдвічі. З'явилися магазини квітів, книгарня «Скарби», пропонують також послуги встановлення вікон та дверей. В сфері торгівлі залучено близько 100—130 людей.

## Економіка

### Промисловість

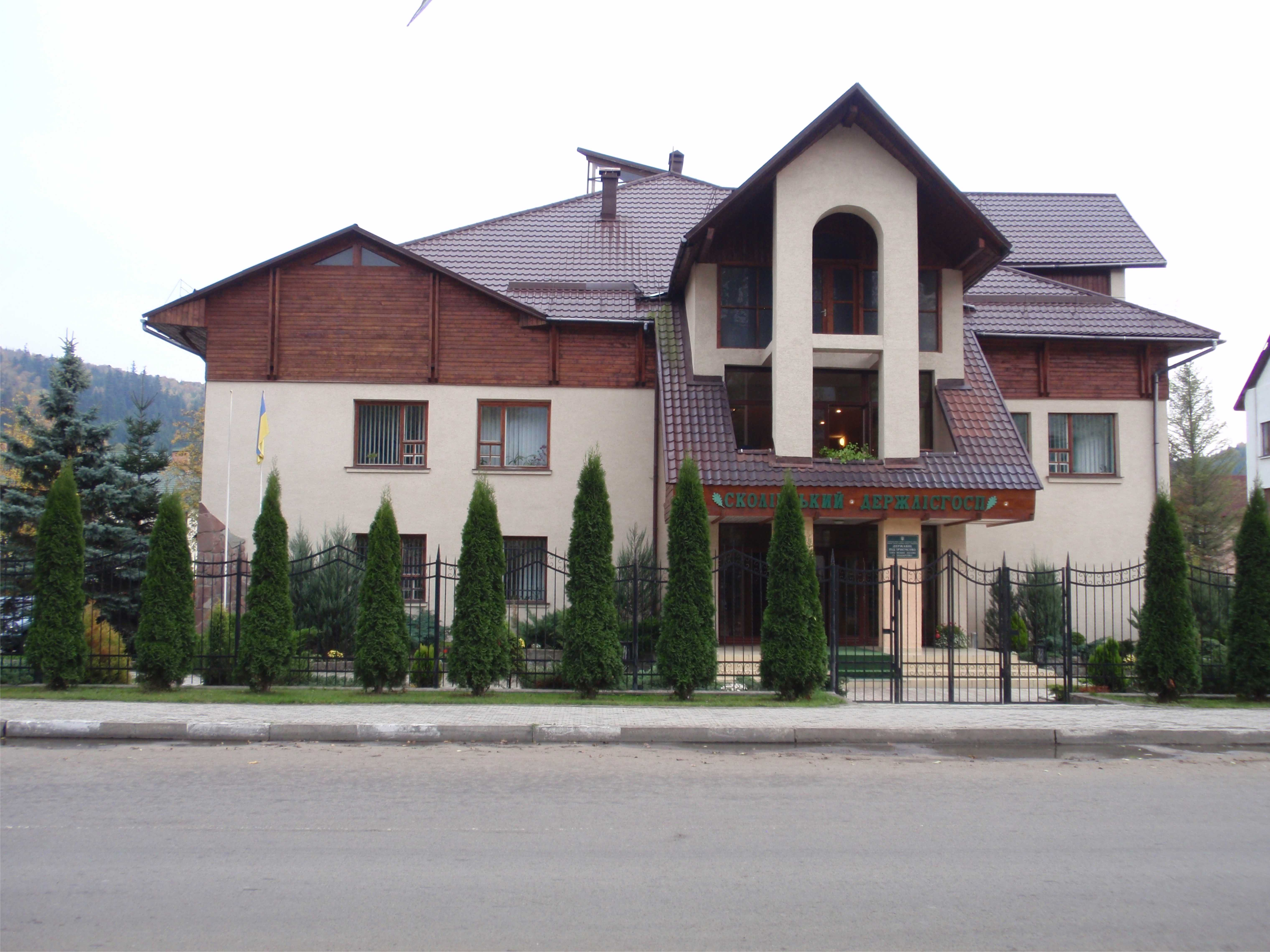
Офіс Сколівського держлісгоспу

Після 1991 року промислове виробництво в місті невпинно скорочувалось. Промисловість представлена в основному лісозаготівельною і лісообробною галузями — в місті функціонує Сколівський держлісгосп і спільне українсько-італійське деревообробне підприємство «Серін», яке частково використовує устаткування і будівельні споруди ВАТ «Сколівський Деревообробний комбінат». Також працює сколівське відділення ДП «Галсільліс». Донедавна працювали невеличкі асфальтовий і щебеневий заводи, які припинили свою діяльність 2005 року через збитковість виробництва. Святославський щебеневий кар'єр, який в період 1980–1990 років був найбільшим на Сколівщині гірничим підприємством, на сьогодні переживає період стагнації і поступового руйнування інфраструктури.

### Сільське господарство
Сільське господарство представлене виключно індивідуальним сектором. На присадибних ділянках городяни вирощують передусім картоплю, також займаються садівництвом. Тримають велику рогату худобу, свиней, кіз, качок, індиків, курей тощо. Тваринництво розвинуто дуже слабо, оскільки пасовиськ недостатньо. В Сколе працює м'ясокомбінат ТзОВ «Євро Вік», який орієнтований на сировину з індивідуальних господарств з гірських сіл.

### Сфера обслуговування населення
Цей сектор економіки представлений залишками радянського побуткомбінату — функціонують 51 підприємство торгівлі, 10 — побутового обслуговування, 16 — громадського харчування. Щочетверга на території районного стадіону «Бескид» діє промисловий базар, величезну частину товарів якого представлено секонд-хендом. В місті налічується зо два десятки продовольчих магазинів і кіосків.
Місто майже повністю газифіковане мережевим газом. Мережі централізованого водопостачання і водовідведення міста знаходяться в аварійному стані з 1990-х років. Міська каналізація є тільки в центральній частині міста. Часто виникають аварії в міській електромережі, особливо в осінньо-зимовий період.

### Комунікації і транспорт

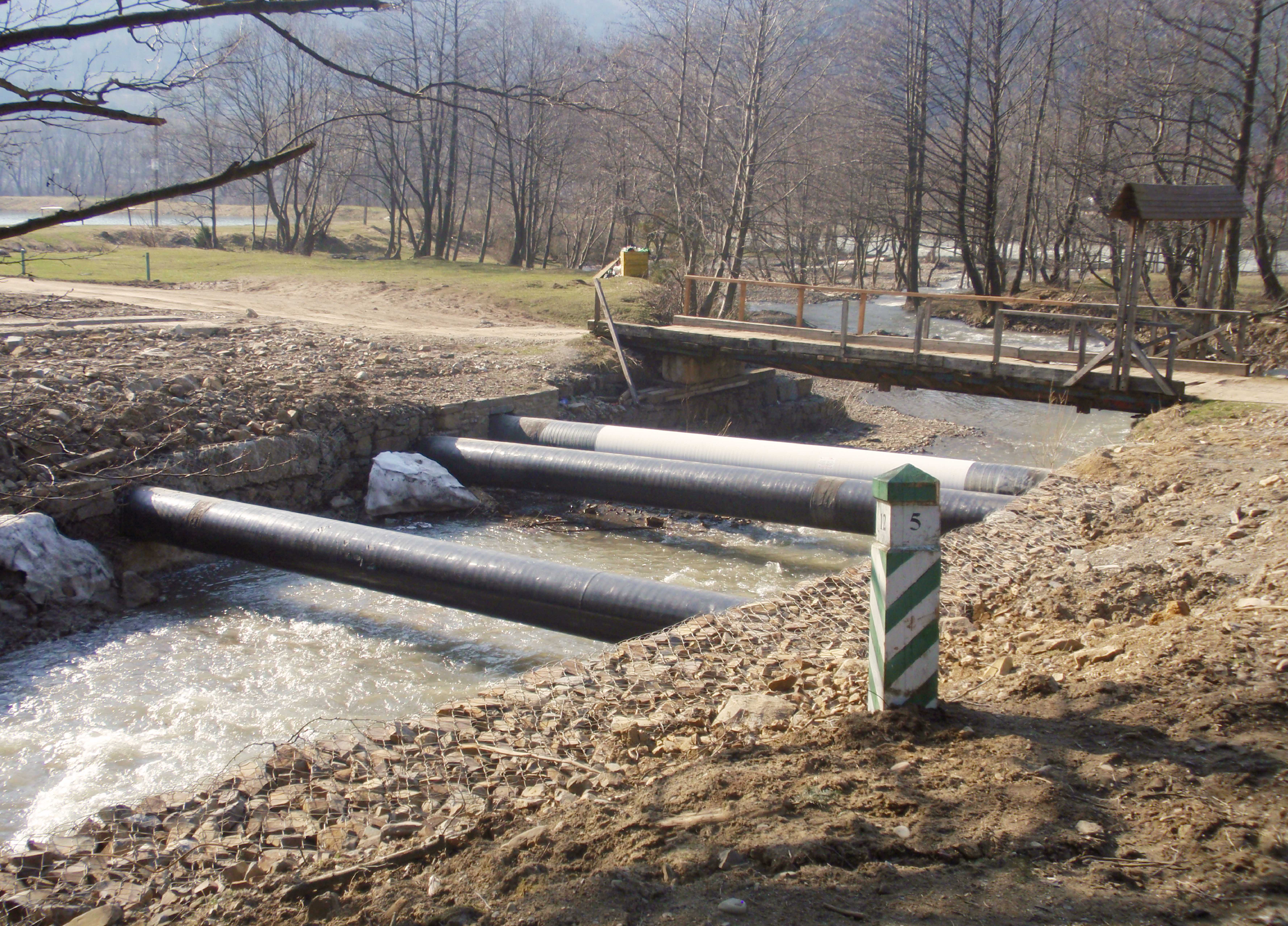
Магістральна гілка нафтогону «Дружба» біля Сколе

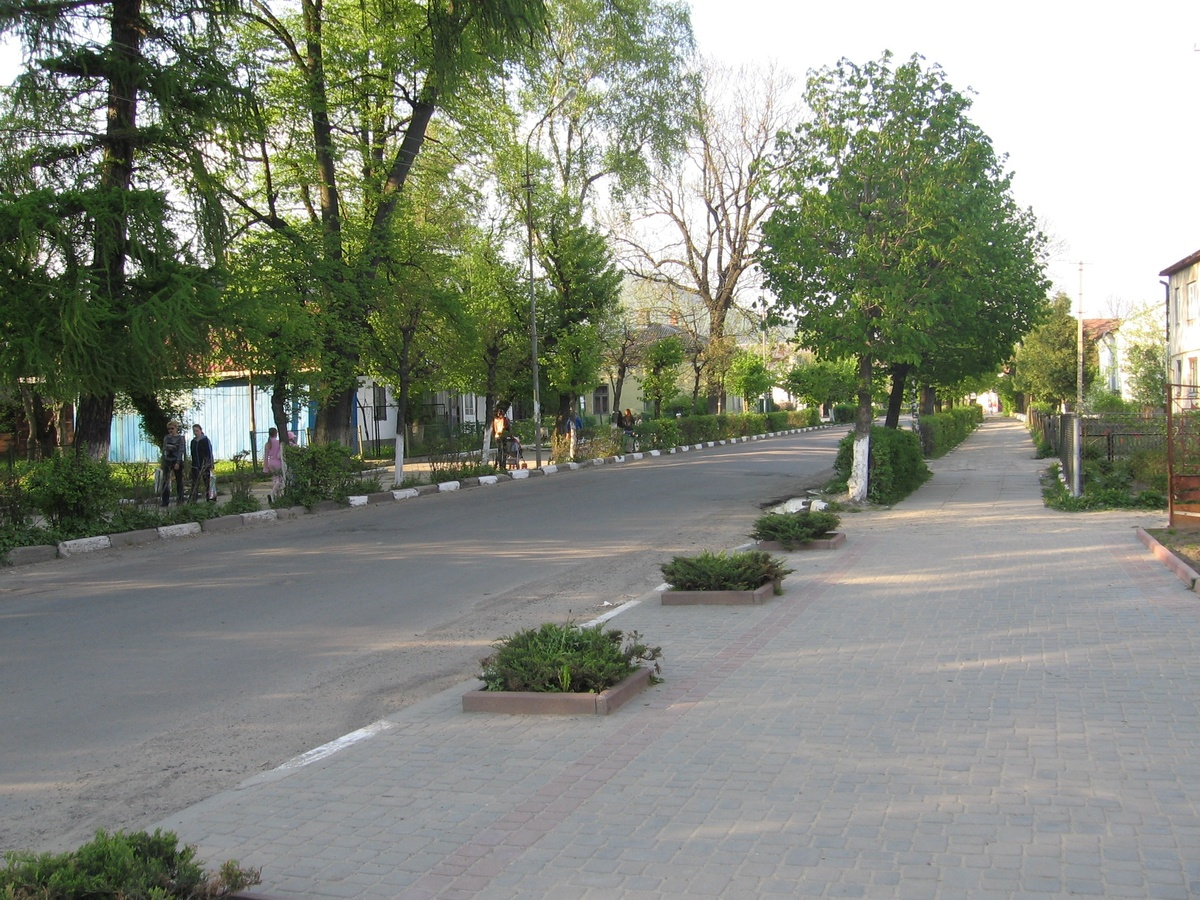
Вулиця Данила Галицького

Через Сколе проходять стратегічні загальнодержавні і європейські транспортні комунікації:
- автошлях М 06 — збудований у 1979—1980 роках на західній околиці міста. Сколівчани називають його не інакше, як «траса». В районі міста це дворядне асфальтове шосе з АЗС «Окко». У 2008—2009 роках відтинок Верхнє Синьовидне — Тухолька був капітально відремонтований македонською фірмою.
- залізниця Київ-Чоп
- південна магістральна гілка нафтогону «Дружба» — дві нитки сталевого трубопроводу діаметром 600 мм під тиском 25 атм. В останні роки виявлені випадки крадіжки сирої нафти з нафтопроводу кустарними методами.

Міський транспорт представлений виключно таксі. Міжміські перевезення здійснюють кілька фірм-перевізників маршрутними таксі на наступних маршрутах:
- Львів-Сколе-Славське;
- Стрий-Сколе.

Поряд з залізничним вокзалом розміщена єдина автостанція міста, з якої відправляються маршрутні таксі з інтервалом у 45 хвилин.
Об'єкт транспортного обслуговування — місцева залізнична станція.

### Зв'язок
На всій території міста є надійне покриття національних операторів мобільного зв'язку: Київстар, Vodafone Україна та Life. Станом на липень 2013 року в місті зареєстровано 2073 абоненти фіксованого дротового телефонного зв'язку Укртелекому, єдиний дротовий провайдер інтернету — ПАТ «Укртелеком».

## Освіта, культура, ЗМІ

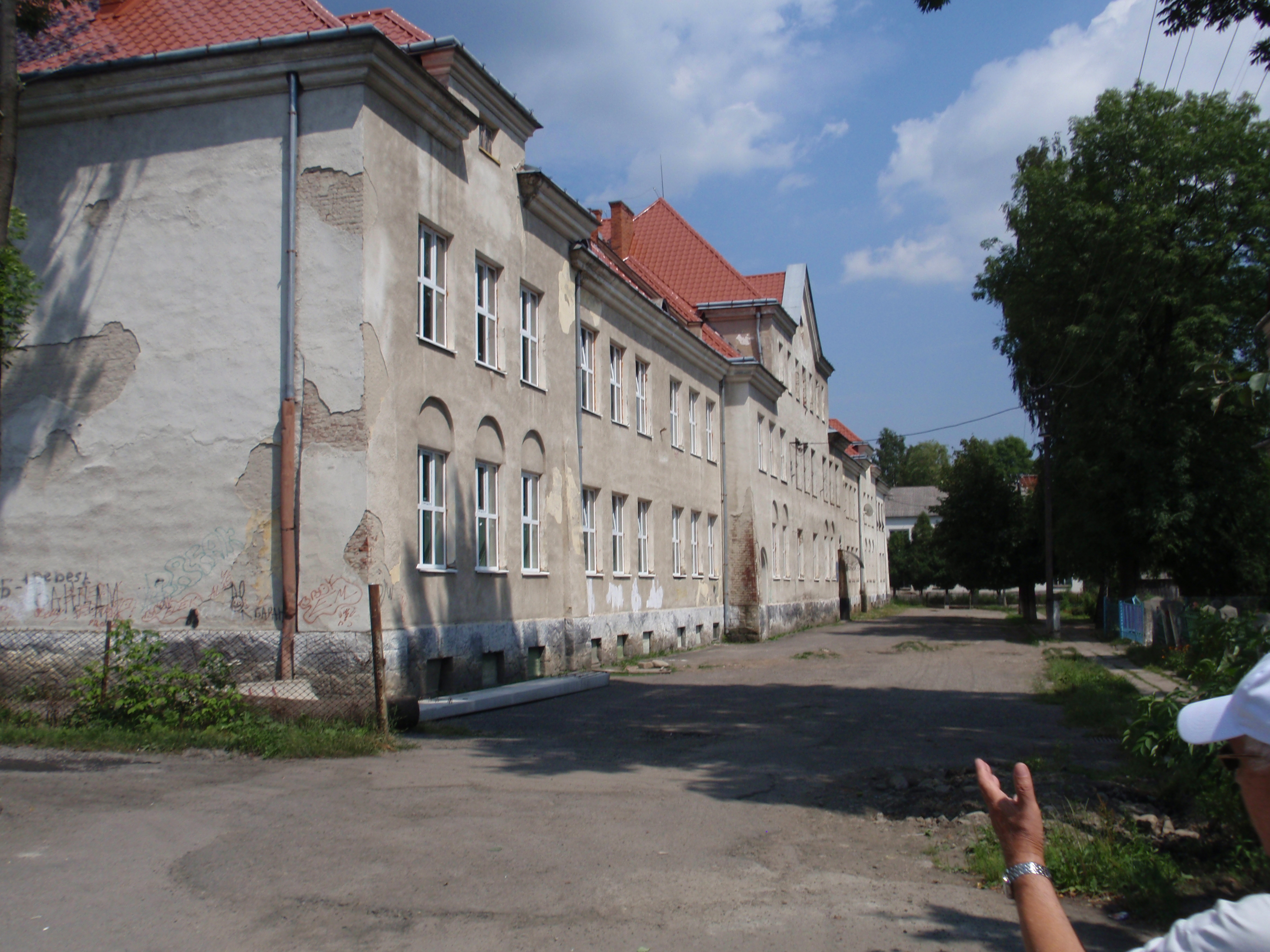
Сколівська академічна гімназія при НУ «Львівська політехніка» імені Героя України, Героя Небесної Сотні Олега Ушневича.

### Освіта
Першу школу у Сколе відкрито 1819 року австро-угорською владою. Це був дерев'яний одноповерховий будинок і школа мала тільки один клас з українською мовою навчання. У 1909 році через стрімкий зріст кількості населення містечка, у школі запровадили чотири класи з польською мовою навчання, в 1914 році — 6 класів, в яких навчалися єврейські, польські та українські діти. Перед першою світовою війною педагогічний колектив складався з директора Антона Дубровича, катехита Якова Дутчака та 16 вчителів. Упродовж 1919—1939 у одній школі навчалися хлопчики, в іншій — дівчатка. Тривалість навчання становила 7 років. 1920 року було відкрито початкові класи гімназії. Приміщення гімназії знаходилося у будинку на сучасній вулиці Чайківського, 8. Вчителями працювали Ірина Сабат-Свірська, Марія Сембратович-Кашмарська, Мирон і Володимир Мосори, Станіслава Гребеняк-Лясковська. Після закінчення початкових класів у Сколе учням пропонувалося продовжити навчання у Стрию. До тих, хто продовжив навчання, належав Іван Бутковський.
Після окупації Галичини радянськими військами, рішенням повітового виконавчого комітету жіноча школа перетворена на школу з російською мовою навчання для дітей офіцерів (переважно росіян). Вчитель української мови Стефанія Калинів згадувала, що діти офіцерів відмовлялися вивчати українську, вважаючи її другосортною або сільським діалектом російської. На початку 1970-х років в середній школі № 1 (україномовній) навчалося 997 учнів, в ній було чотири паралельні класи — А, Б, В, Г. Директором школи був Василь Великанович, а вчителями відомі в районі педагоги — Євген Топольницький (1890—1979), Мечислав Бартків (1912—1987), Ірина Бартків (1916—1993).
На даний час у Сколе є дві загальноосвітні середні школи I—III ступенів і одна школа-інтернат для дітей-сиріт. Найстаршою і найбільшою за кількістю учнів (близько 800 у 2008 навчальному році) є Сколівська середня загальноосвітня школа, якій у 2008 році був наданий статус академічної гімназії при Національному Університеті «Львівська політехніка». Школа розміщується у старовинній (1894) двоповерховій цегляній будівлі. Багато приміщень потребують негайного капітального ремонту, у 2009 році будівлю школи під'єднали до мережі централізованого міського водопостачання і каналізації.

Середня школа № 2 міста Сколе

Сколівська загальноосвітня школа І-ІІІ ступенів (колишня середня школа № 2 з російською мовою навчання) розташована у двоповерховому цегляному будинку. Школа була організована для дітей військовослужбовців, батьки яких служили у військовій частині в Сколе. Зараз тут навчається близько 260 учнів.
Сколівська школа-інтернат розміщена у розкішному палаці баронів Ґредлів, на Демні. Цей будинок передано під школу-інтернат у 1956 році, а до того він був (1944—1955) районним відділком НКВС. Тут навчаються діти-сироти, напівсироти і ті, в чиїх батьківських селах немає школи. Будинок і прилегла територія знаходиться у дуже занедбаному стані через перманентний дефіцит коштів на освіту від часу становлення незалежної України. Перший поверх палацу відведений під початкові класи і бібліотеку.
Сколівська школа мистецтв розміщена в колишньому особняку багатого сколівського торговця Горшмаєра. Тут діють хореографічна студія і музично-вокальна група, де здібні діти співають у хорі.
Заклади дошкільної освіти міста представлені трьома дитсадками, загальною кількістю близько 300 відвідувачів.

### Культура

Фасад Сколівської районної бібліотеки

- Будинок дитячої та юнацької творчості (колишній палац піонерів);
- Центральна районна бібліотека;
- Дитяча міська бібліотека;
- Народний дім культури Сколівського району «Бескид» який є колискою відомого в Україні народного ансамблю пісні і танцю «Бойківщина», заснованого 1961 року;
- До 1991 року в місті функціонував парк розваг і відпочинку для дітей. Станом на осінь 2009 року територія парку знаходиться в занедбаному стані. Атракціони порізали на металобрухт, залишено купи сміття.

### Музеї
- Історико-краєзнавчий музей «Сколівщина»

### ЗМІ
У місті видаються такі періодичні видання:
- районна газета Сколівського району — «Бойківська думка» (до 1991 року — «Радянська Верховина»)
- газета Сколівської міської ради «Сколівський вісник» (від січня 2006 року, щомісячник обсягом 4 сторінки формату А4).

Через особливості розташування міста в улоговині, яка оточена горами, аналоговий телевізійний сигнал в Сколе представлений лише трьома каналами — «Перший національний», «1+1» та «Інтер». Тому більшість сколівчан користуються послугами сателітарного телебачення.

## Охорона здоров'я і Спорт

Сколівська Центральна районна лікарня

Медичну допомогу населенню міста надають:
- Центральна районна лікарня (одна з найбільших серед районних лікарень області — 1000 ліжко-місць);
- Районна поліклініка;
- Районна стоматологічна клініка;
- Центральна державна районна аптека, та кілька приватних стоматологічних кабінетів та аптек.

## Релігія

Монумент в честь 600-річчя міста Сколе

З 1946 року переважна більшість населення Сколе — греко-католики, решта релігійних громад (римо-католики, протестанти) є нечисленними. Зовсім інша ситуація була в Сколе до Першої світової війни — більше половини населення становили юдеї, а католики з нечисленними протестантами були в меншості. Саме через це Сколе тоді отримало прізвисько «жидівське містечко».
Релігійний склад населення Сколе станом на 1880 рік
| Конфесія       | Кількість прихожан | Відсотки від загального населення |
| юдеї           | 1380               | 58,35 %                           |
| римо-католики  | 518                | 21,9 %                            |
| греко-католики | 453                | 19,2 %                            |
| інші           | 14                 | 0,59 %                            |

На початок 2009 року до державного реєстру Сколівської міської ради внесено 4 релігійні громади:
| Конфесія                | Кількість храмів | Кількість прихожан |
| Греко-католицька церква | 2                | ~5000              |
| Православна церква      | 1                | ~30                |
| Римо-католицька церква  | 1                | ~30                |
| П'ятидесятники          | 1                | ~20                |
| Свідки Єгови            | 1                | ~80                |

### Греко-католицька парафія

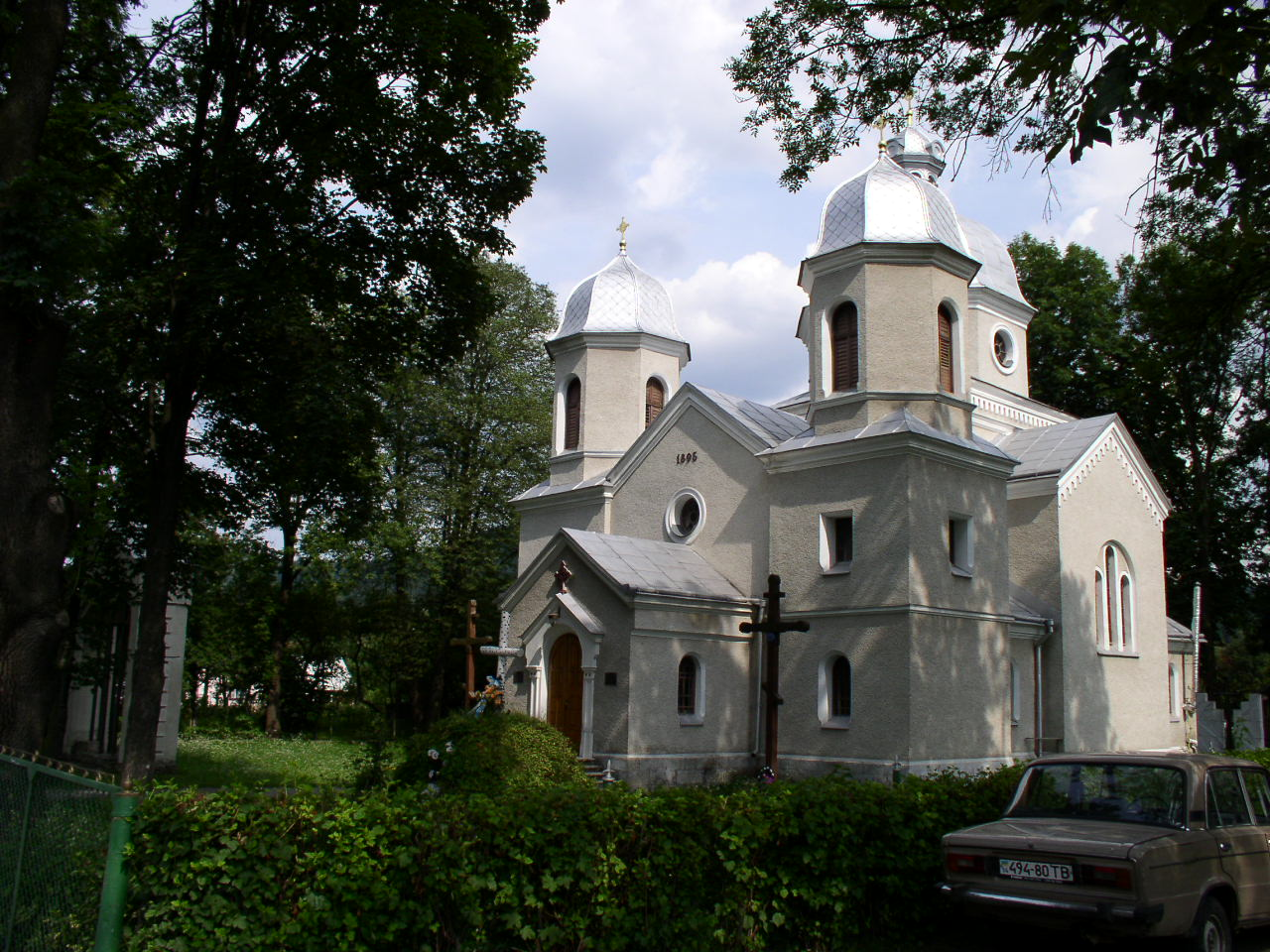
Греко-католицька церква Різдва Пресвятої Богородиці у Сколе

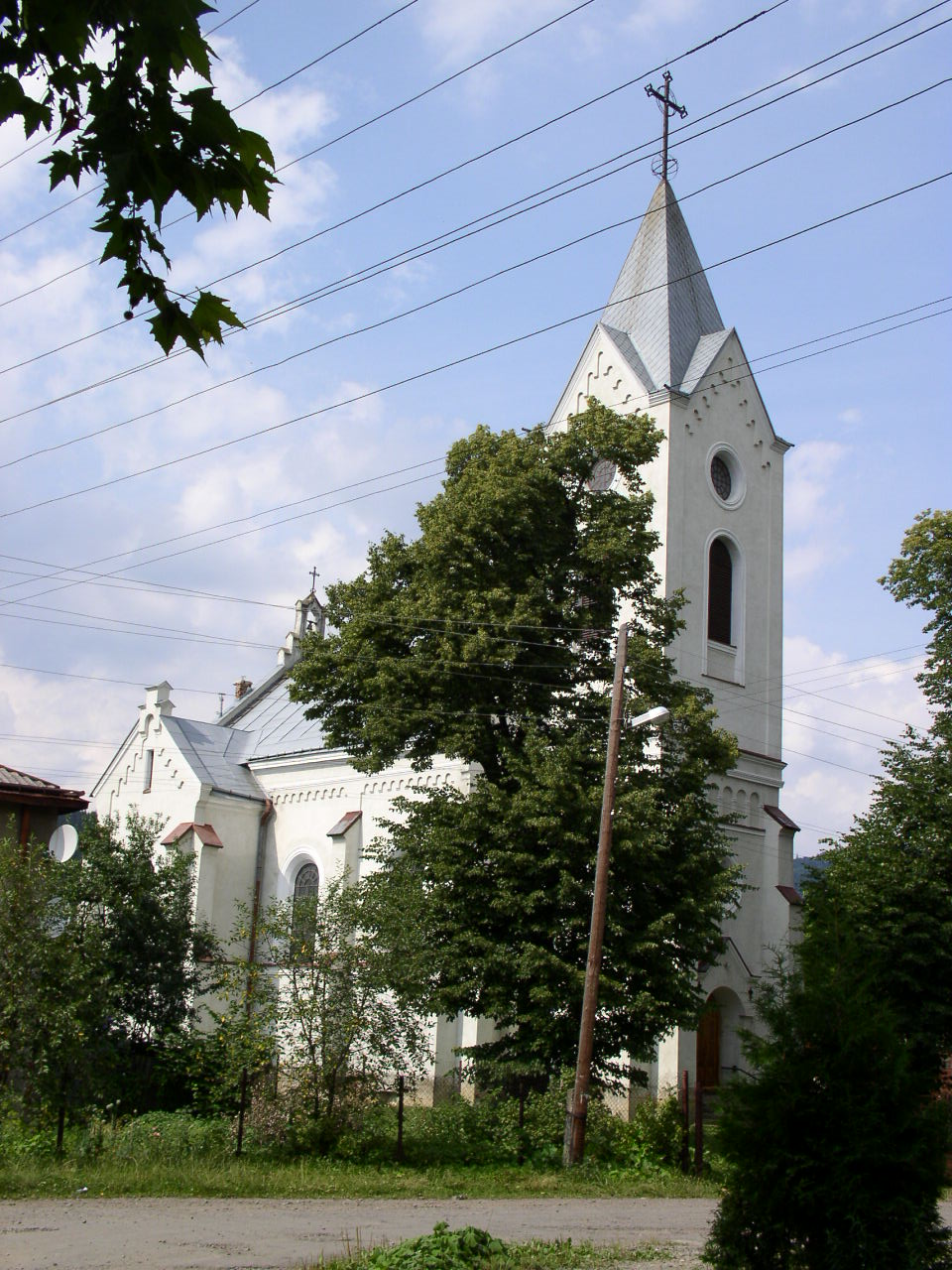
Костел Семи Страждань Божої Матері

У Сколе є дві греко-католицькі церкви — храм Великомученика Пантелеймона (1597) та Різдва Пресвятої Богородиці (1896).

### Римо-католицька парафія
Приблизно у 1660 р. на кошти меценатської родини графів Сенявських було збудовано дерев'яний костел Семи Страждань Божої Матері, який належав до стрийського деканату і був майже вщент зруйнований великою пожежею 1888 року. У 1895 р. за кошти сколівської римо-католицької громади, та активного меценатства баронів Ґредлів, на місці дерев'яного костелу звели новий цегляний, який діяв до кінця вересня 1939 року. Під час Другої Світової війни будівля костелу зазнала значних ушкоджень, і в післявоєнні роки використовувався радянською владою Сколе спочатку під склад, а потім, як електростанція. Зрештою, у 1964 році обладнання електростанції було перенесена на інше місце, а руїни костелу з купами сміття залишили напризволяще.
На початку 1990-их рр. зусиллями нечисленної сколівської громади римо-католиків руїни костелу були повністю відбудовані і сьогодні в ньому відбуваються меси посеред тижня та кожної неділі о 10-00.

### Юдеї
Перші згадки про юдеїв у Сколе датовані другою половиною XVI ст.. У 1765 році юдейська громада міста налічувала 1 063 особи, у 1888 — 1 333, а у 1910 — 3 099 євреїв. Після першої світової війни кількість євреїв, мешканців Сколе скоротилась до 2 410 осіб (1921). До 1939 року вони становили більше третини населення Сколе і абсолютна більшість з них була юдеями. На схід від ринкової площі була синагога збудована всередині XIX ст., яку під час окупації у вересні 1942 р. спалили нацисти та їхні прибічники.

### Протестанти
Від 2006 року у місті існує збір християн віри євангельської (п'ятидесятників), пастор Петро Височанський. Пастор цієї зареєстрованої релігійної громади активно соціально служить — відвідує школи-інтернати, де проводить ігри, християнські сценки, покази художніх та анімаційних фільмів, дарує солодощі та християнську літературу, організовує доброчинні обіди для інвалідів та акції допомоги для незаможних сімей.
8 жовтня 2020 року Петра Височанського Львівський суд визнав винним у розбещуванні неповнолітнього.

### Православні

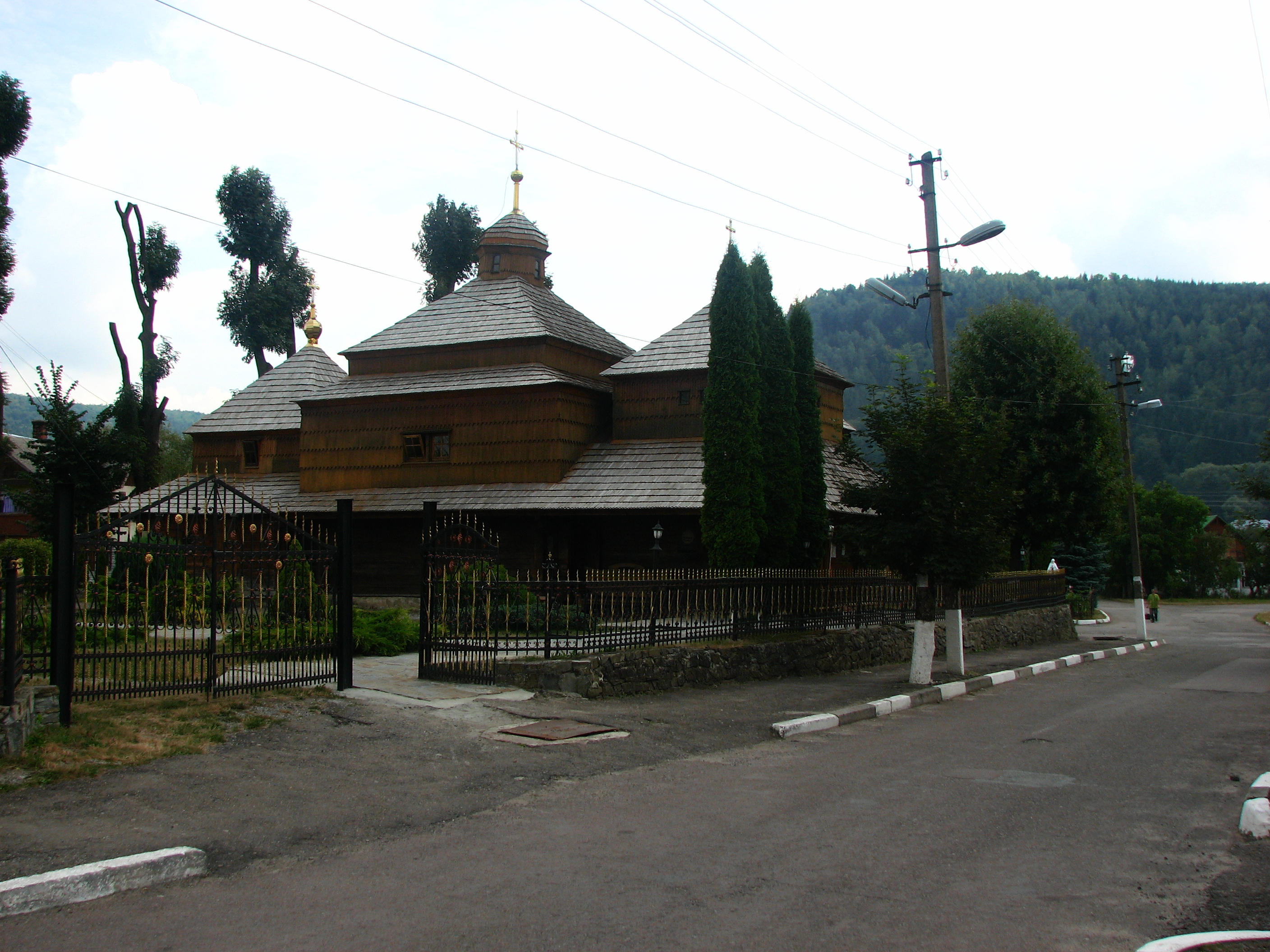
Храм святого Пантелеймона, споруджений як православний наприкінці XVI століття.

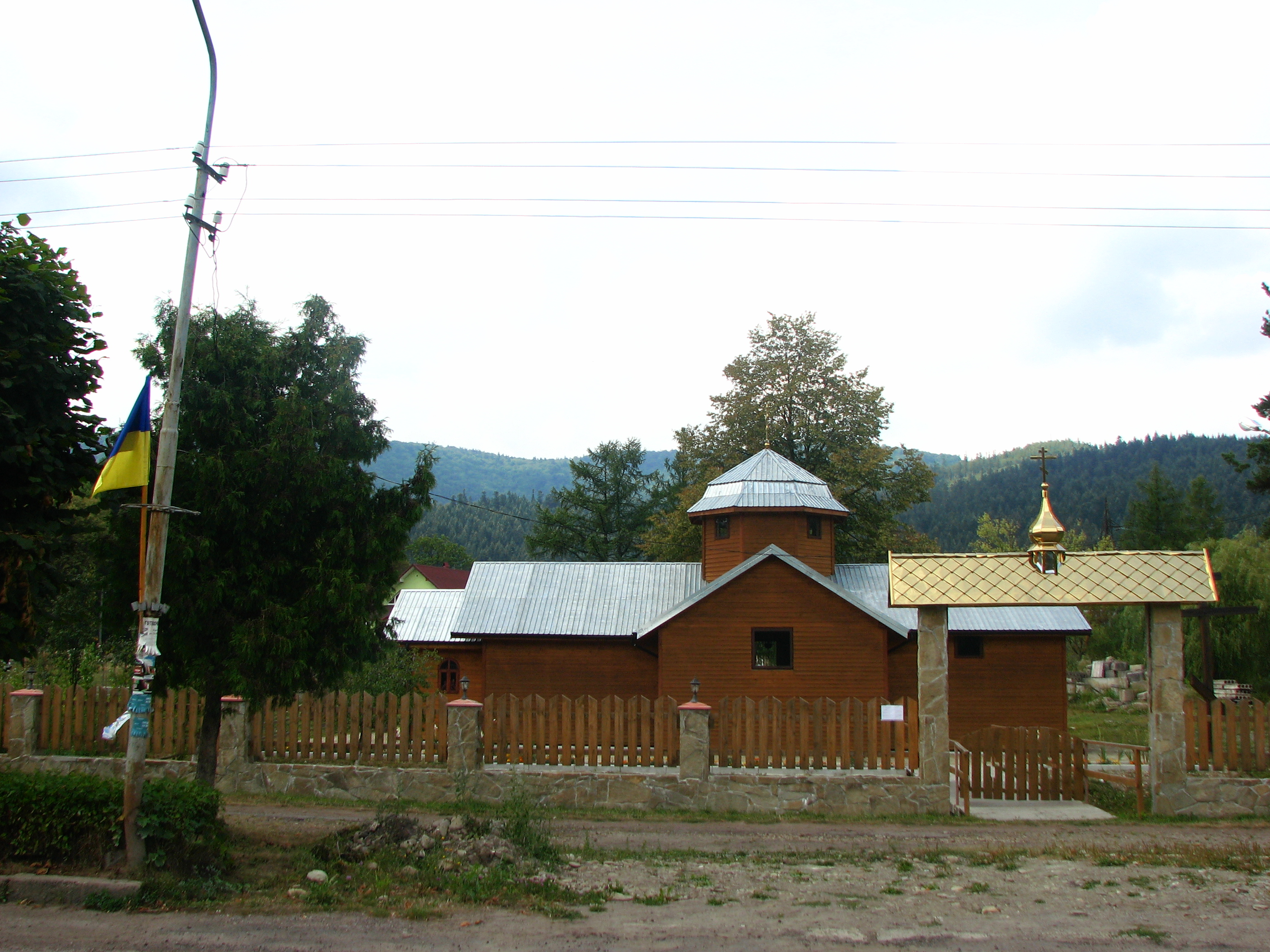
Храм святого архангела Михаїла споруджений у 2010 р.

Православ'я у Галичині (Львівська та Перемиська єпархії) залишалось переважаючою конфесією до початку XVIII століття. Так у 1660 році у Перемиській землі Руського воєводства (перемиській єпархії) — до якої довгий час належала сколівська парафія, проживало 3 000 000 православних, і лише 140 000 католиків. Тобто православні складаи 96 % християн давньої перемиської волості більш ніж через три століття після польсько-угорського завоювання і початку латинократичного правління. Сколівська церква св. Пантелеймона спорудженя як православна і залишалась такою щонайменше перші сто років свого інсування, коли за перемиського єпископа Інокентія Винницького та львівського — Йосипа Шумлянського — відбувся формальний перехід до Унії. Сучасна кількість православних невідома. Храм побудований у 2010 році.

## Визначні пам'ятки

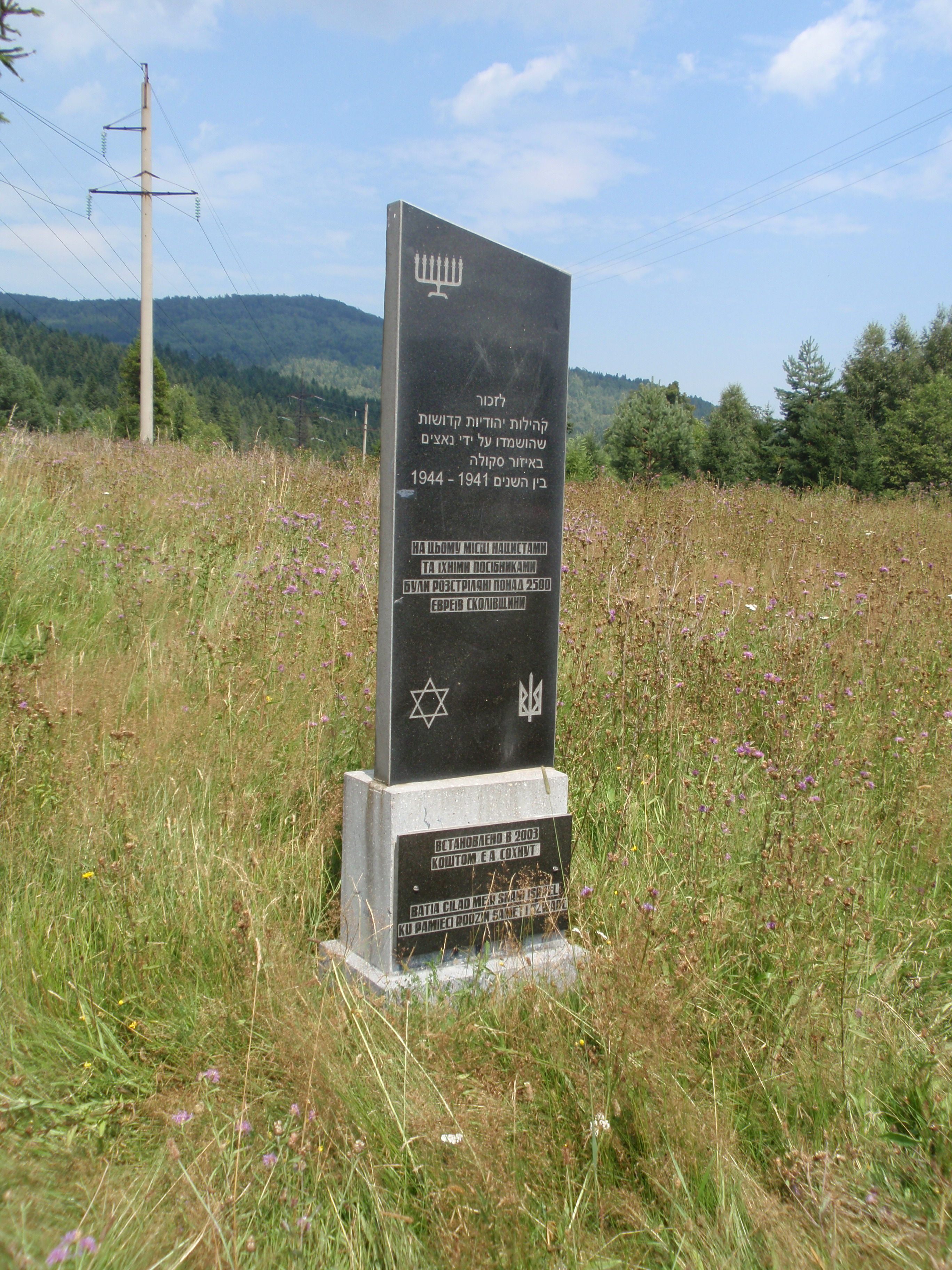
Пам'ятник на території зруйнованого єврейського цвинтаря Сколе

Нове кладовище

### Пам'ятки архітектури та історії
Пам'ятки архітектури та мистецтва Сколе:

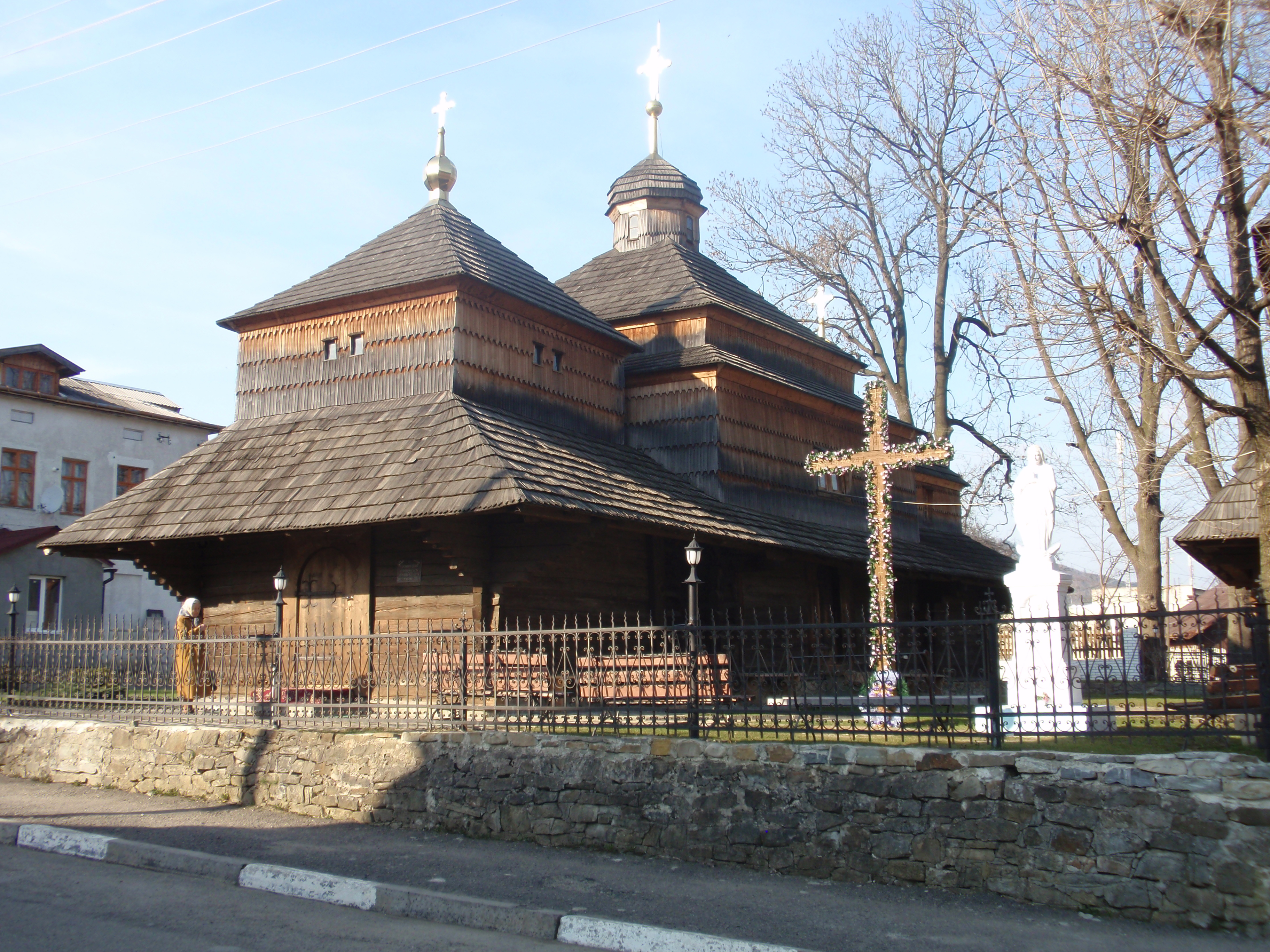
Церква святого Великомученика Пантелеймона в Сколе
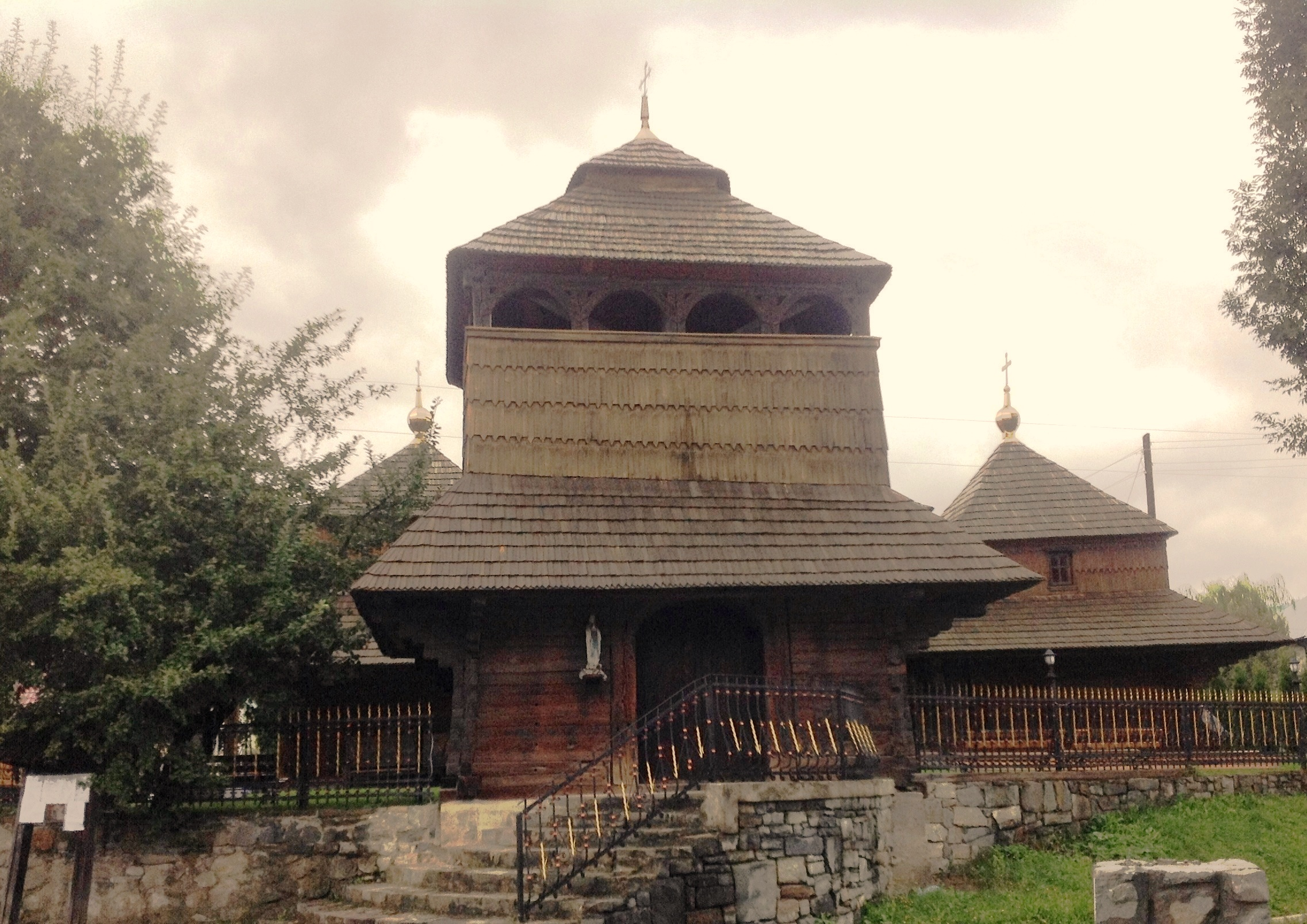
Дзвіниця церкви Святої Параскеви (дерев'яна) 1760р.
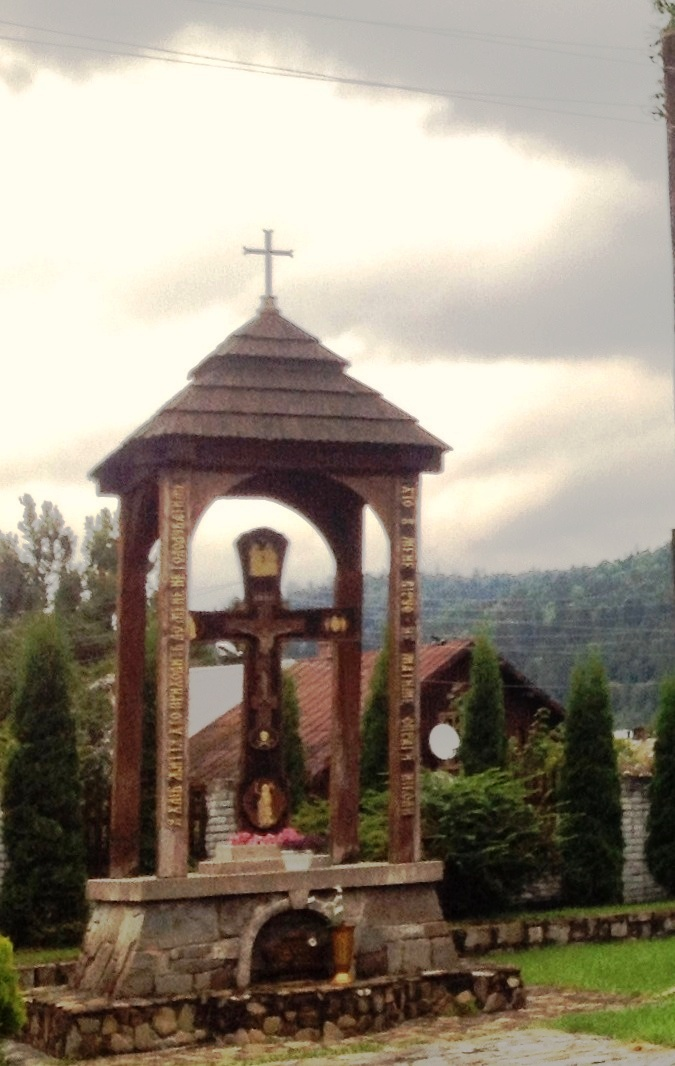
Хрест біля церкви Святої Параскеви. Сколе.

- В місті збереглась єдина повністю дерев'яна церква Св. Вмч. Пантелеймона XVI століття. Поряд з церквою розташована також дерев'яна дзвіниця XVII століття. Храмовий комплекс є яскравим взірцем старовинної сакральної архітектури;
- церква Різдва Пресвятої Богородиці (збуд. 1895 року)[63];
- римо-католицький костьол Семи скорбот Діви Марії (збуд. 1895 року)[63].

### Пам'ятники
У Сколе встановлено такі пам'ятники, монументи і пам'ятні знаки:
- пам'ятник Тарасу Шевченку, як і площу в центральній частині міста, названу на його честь, споруджено в 1993 році[63];
- пам'ятник Степанові Бандері відкрито 30 вересня 2011, автор — скульптор Іван Самотос.[70][71][72]
- пам'ятник героям УПА в Сколе (2009);
- монумент, присвячений радянській армії, споруджений у 1985 році[63];
- пам'ятник на честь загиблих в боях за Сколе воїнів радянської армії на центральній площі міста;
- пам'ятний знак на території зруйнованого єврейського цвинтаря Сколе;
- пам'ятний знак на честь 600-річчя Сколе;
- пам'ятний знак на честь Героя України Героя Небесної Сотні Олега Ушневича (15.02.2015).

### Цвинтарі
У місті є три міських цвинтарі:
- древній (австрійського періоду) — розташований за 100 м на північ від районної лікарні. Майже повністю зруйнований і занедбаний. На ньому збереглись залишки найстарших склепів і надмогильних пам'ятників ще з першої половини XIX століття.
- старий (відкритий 1900 року на прохання митрополита Андрія Шептицького і закритий у 1998 році) — через те, що він розташований на схилі гори, при автотрасі, сколівчани досить часто називають його «горбаня», а місцевий вираз «піти спати на горбаню» означає померти.
- новий, розташований за 100 м на південь від старого, відкритий і освячений 2001 року.

Під горою, на захід від залізниці, біля АЗС ОККО, ще й сьогодні можна побачити залишки знищеного у 1979—80 роках жидівського цвинтаря. Цвинтар було зруйновано під час будівництва об'їзної міжнародної автотраси. Тут встановлено пам'ятний знак на місці розстрілу у 1943 році нацистами жидівського населення міста.

## Туризм і відпочинок

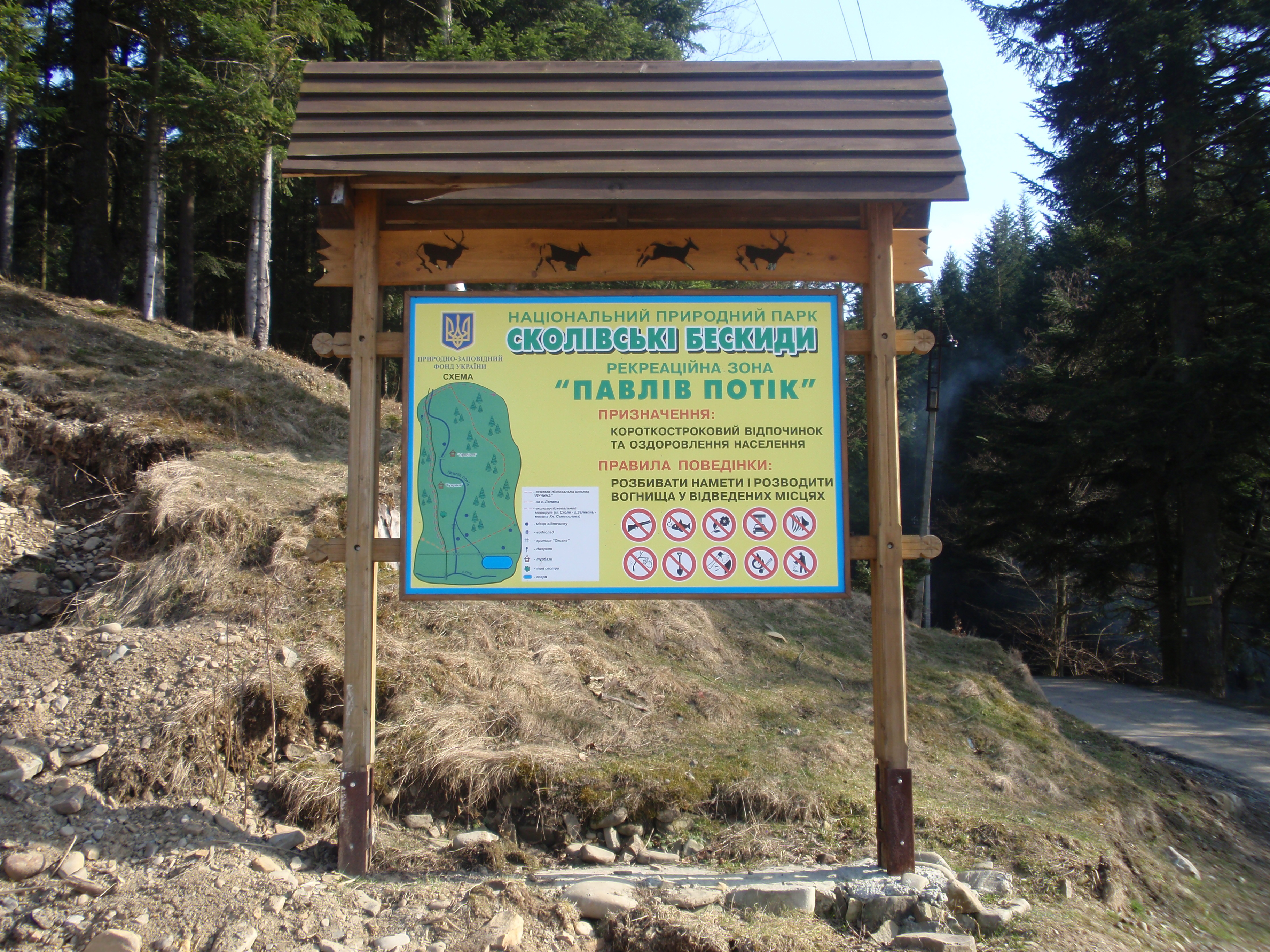
Польовий маркер рекреаційної зони «Павлів потік» біля Сколе

Дитячий майданчик

На правому березі Опору, через автомобільний міст, облаштовано рекреаційну зону «Павлів потік», у складі якої — дві турбази («Гуцулка» і «Пролісок»), озеро з пляжами, реліктові смерекові масиви лісу, джерело «залізної» води, криниця «Оксана», з водою типу «Нафтуся».
Пішохідні туристичні маршрути:
- Влітку 2000 року промарковано туристський маршрут зі Сколе через гору Парашку до села Майдан, довжина якого становить 28 км[73];
- стежка «Долиною річки Кам'янка» (4 км);
- стежка «Бучина» (1.4 км);
- стежка «Сколе — г. Лопата» (12 км);
- стежка «Сколе — водоспад Гуркало» (13 км);

В місті заснована і активно працює в сфері зеленого туризму громадська організація «Асоціація Курорт Сколівський», офіс — м. Сколе, вул. Стрийська 35а, голова — Віталій Дем'ян.
Туристичні агентства Трускавця та Моршина організовують екскурсії до державного історико-культурного заповідника «Тустань», до могили князя Святослава, на водоспад «Кам'янка».

### Готелі
- спортивна база зимових видів спорту «Тисовець»;
- мотель та автокемпінг «Святослав»[74];
- приватна садиба «У Іринки»;
- приватна садиба «Ірчик»;
- приватна садиба «Біля річки»;
- приватна садиба «ЗЕЛЕНА»;
- галицька садиба «Оріяна»;
- ресторан-готель Вівчарик;
- котедж «Зарінок»;
- котедж «Зелемянка».

З літа 2010 року на території колишньої військової частини відкрито спортивний клуб, що займається рафтингом на р. Опір. За рахунок зручного географічного розташування та якісного сполучення з туристичними містами, потік туристів щороку збільшується.
У місті є невеликий гірськолижний комплекс «Сколе», розрахований на початківців з бугельним витягом.
Існують потенційні можливості для розвитку екотуризму, як в самому місті, так і в найближчих селах.

## Відомі люди

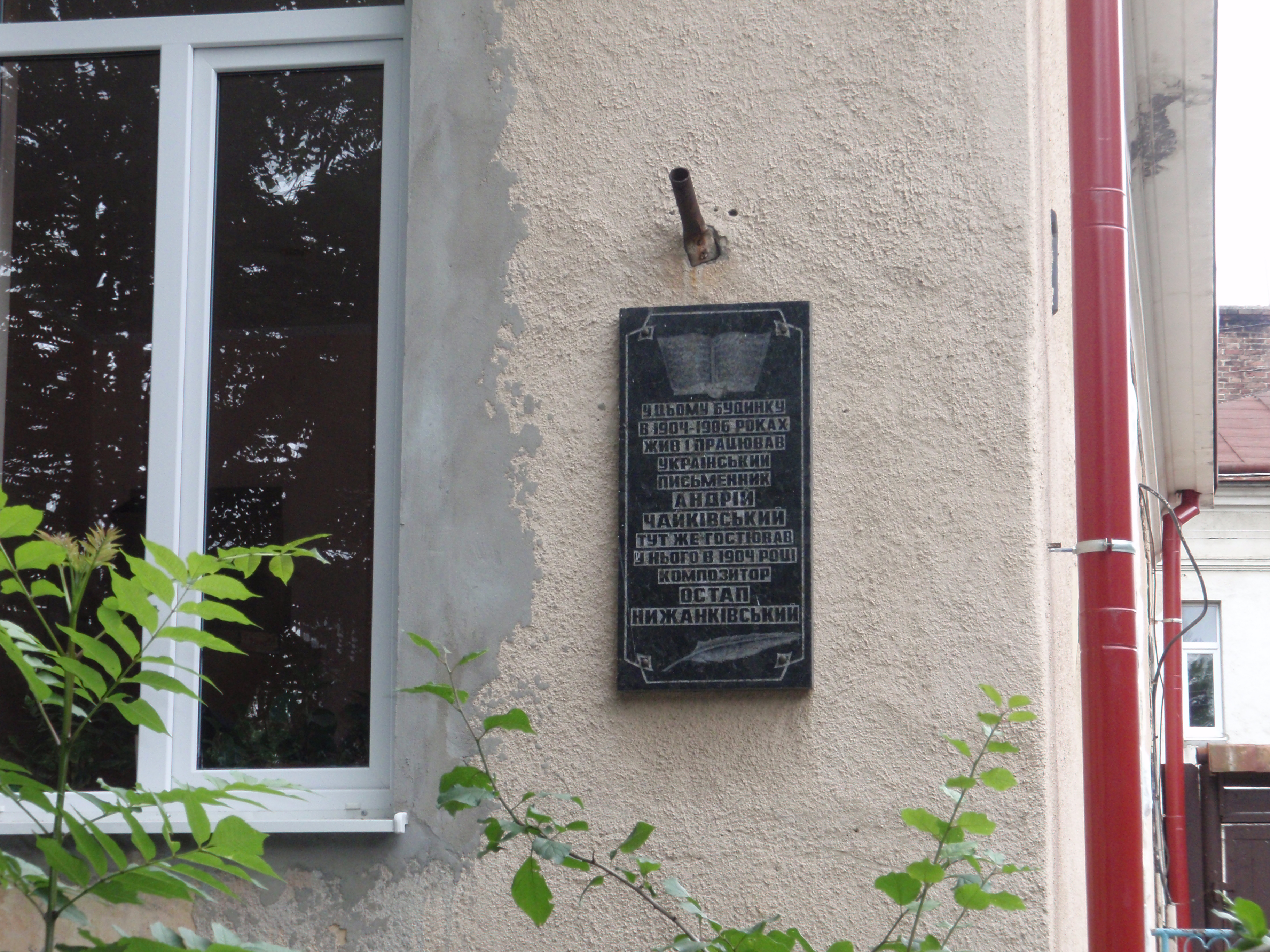
Меморіальна дошка на будинку, де мешкав і працював Андрій Чайковський

### Народилися
- Антонович Адам —український педагог, редактор журналу «Екран» (США), громадський діяч.
- Бутковський Іван (2 травня 1910 — 5 серпня 1967, Мюнхен, Німеччина) — провідний член УВО та ОУН, повітовий провідник ОУН Сколівщини, командир 4-ї ВО «Говерла» групи УПА-«Захід»;
- Віктор Винник — український музикант, вокаліст, лідер рок-гурту «МЕРІ»;
- Вільшинський Богдан (12 липня 1910 — 22 грудня 1944) — член ОУН, (псевдо «Орел-Яструб») командир першої сотні Української Народньої Самооборони (УНС) в Галичині, поет;
- Волицька Ірина Василівна — режисерка, етнографиня, заслужена діячка мистецтв України;
- Станіслав Ґломбінський (25 лютого 1862 — 14 серпня 1941) — польський політик, юрист і публіцист, ректор Львівського Університету Яна Казимира у 1908—1909 роках;
- Давидовська Тамара Леонідівна (1950) — докторка біологічних наук, професорка;
- Іванишин Петро Васильович — український учений-літературознавець (доктор філологічних наук), культуролог, публіцист;
- Ярослав Кошів (1943) — український журналіст. Автор книги «Обезголовлений» (2004) про Георгія Гонгадзе;
- Охримович Степан (18 вересня 1905 — 10 квітня 1931, с. Завадів) — визначний студентський діяч, член-засновник ОУН, крайовий провідник ОУН;
- Трепак Віктор Миколайович — український правоохоронець і науковець, перший заступник Голови Служби безпеки України;
- Чудійович Ігор Іванович (*1958) — український краєзнавець, дослідник історії Сколівщини, автор книг, працює у Сколе;
- Стецула Володимир Володимирович — художник, жив і працював багато років у місті;
- Юрій Гущеня — український художник та майстер по склу;
- Зоряна Гарбар (1962) — українська художниця;
- Беата Обертинська (18 липня 1898 — 21 травня 1980, Лондон) — польська поетеса і письменниця, донька поетеси Марилі Вольської;
- Войцех Тичиньський (6 січня 1892 — 1959, Вроцлав) — полковник війська Польського, герой оборони Варшави;
- Владислав Шиба (26 січня 1894 — квітень 1940, Харків) — капітан війська польського, учасник Польсько-радянської війни 1920 року, кавалер «Хреста Хоробрих», нагороджений за оборону Львова, закатований у підвалах Харківського УНКВС СРСР у квітні 1940 року[76].

### Перебували
- Заревич Федір — український галицький письменник, редактор першого в Галичині часопису українською мовою «Вечерниці»; похований на давньому цвинтарі;
- Соломія Крушельницька — всесвітньо відома співачка, на початку XX століття в Дубину (присілок Сколе) неодноразово приїжджала до родини;
- Мосора Михайло (1862—1948, Сколе) — священик, декан Сколівський, політичний та культурний діяч Сколівщини;
- Чайковський Андрій — український письменник, на початку XX століття у Сколе жив і працював адвокатом;
- Олег Ушневич (1980—2014) — громадський активіст, активний учасник Євромайдану. Герой України, мешкав та похований в місті;
- Станіслав Лем — польський фантаст, згадує про Сколе у своєму щоденнику.

## Міста-побратими
- Венгрув, Польща

## Цікаві факти
На честь Сколе названий мінерал сколіт — різновид глауконіту, вперше знайдений і описаний у 1936 році польським геологом К. Смуліковським в пісковиках стрийської світи, які розкриті у Святославському кар'єрі, на південній околиці Сколе.

## Галерея

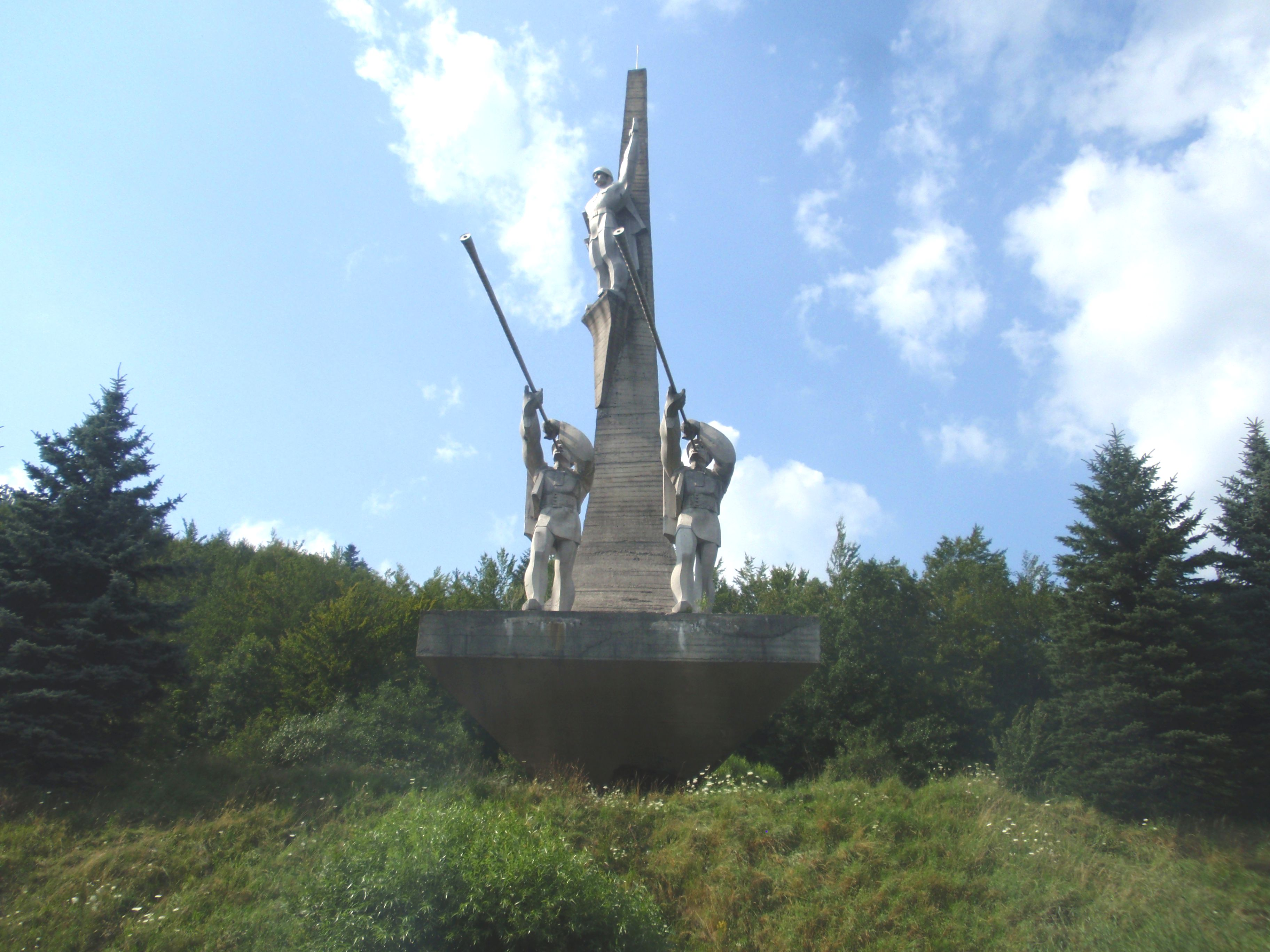
Пам'ятник радянським воякам на перевалі Тухольські ворота при в'їзді в Сколе
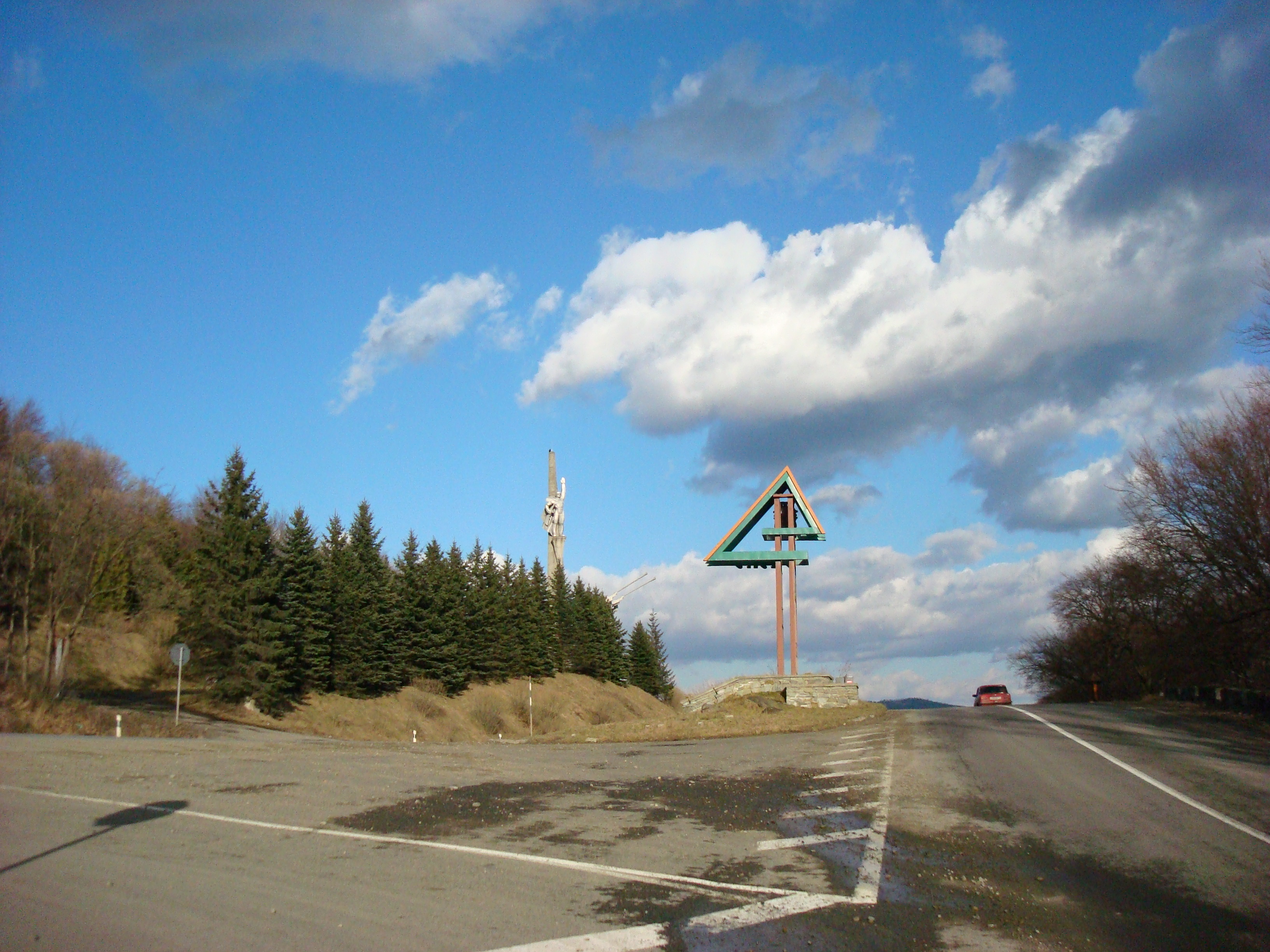
Перевал Тухольські ворота, при в'їзді до Сколе
Пам'ятний знак на честь 600-річчя Сколе
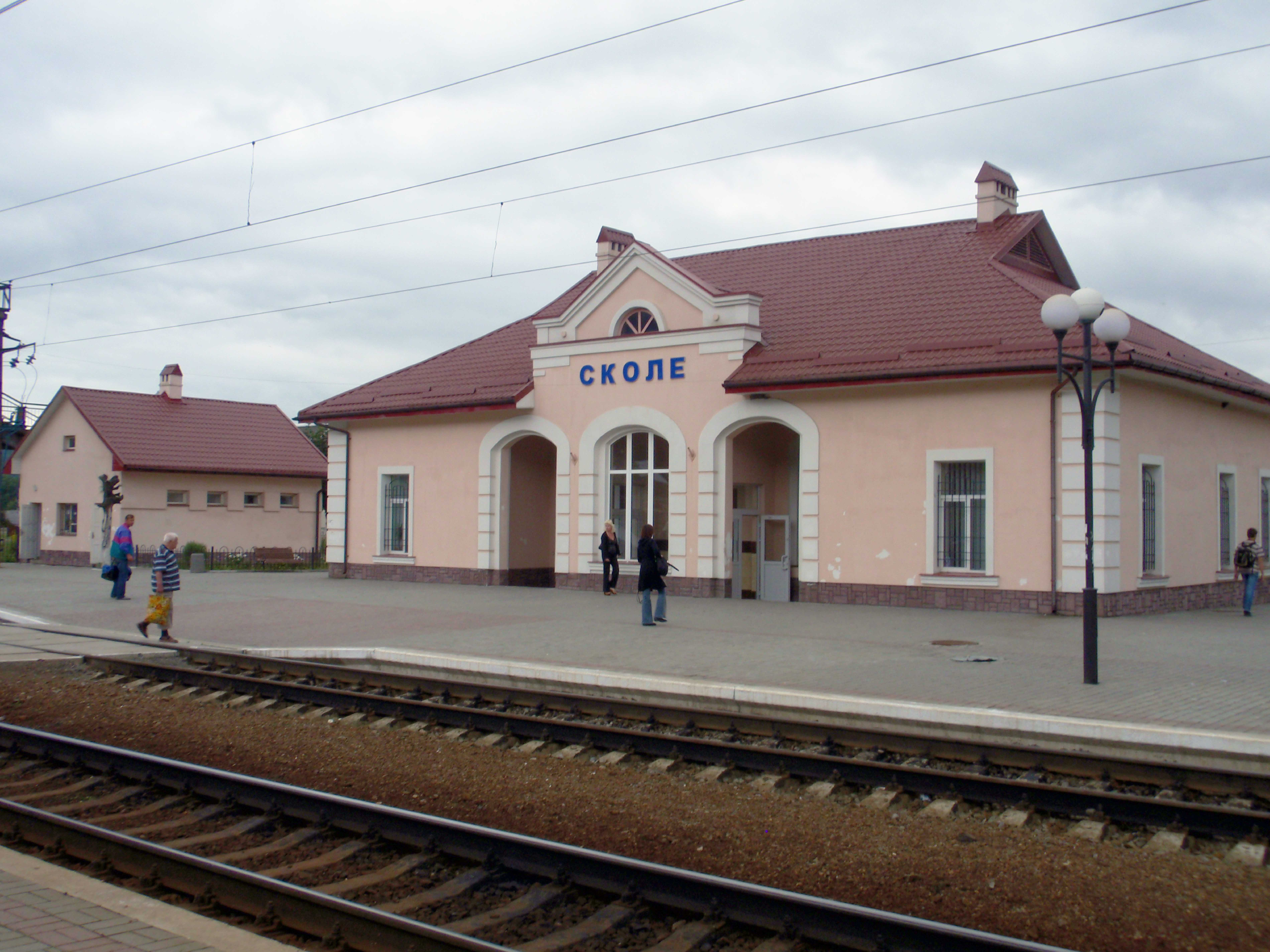
Залізнична станція Сколе
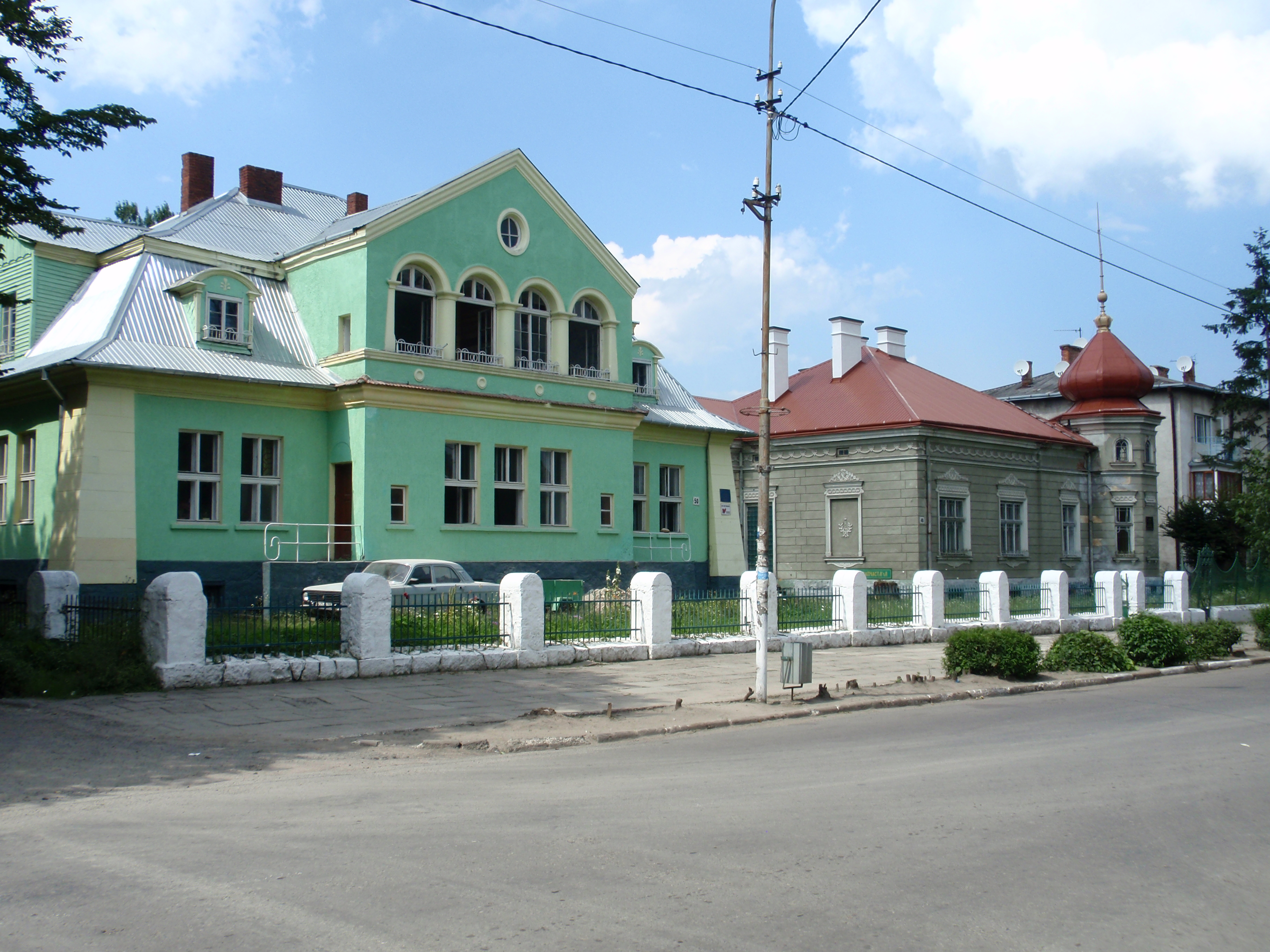
Будинки колишніх сколівських магнатів
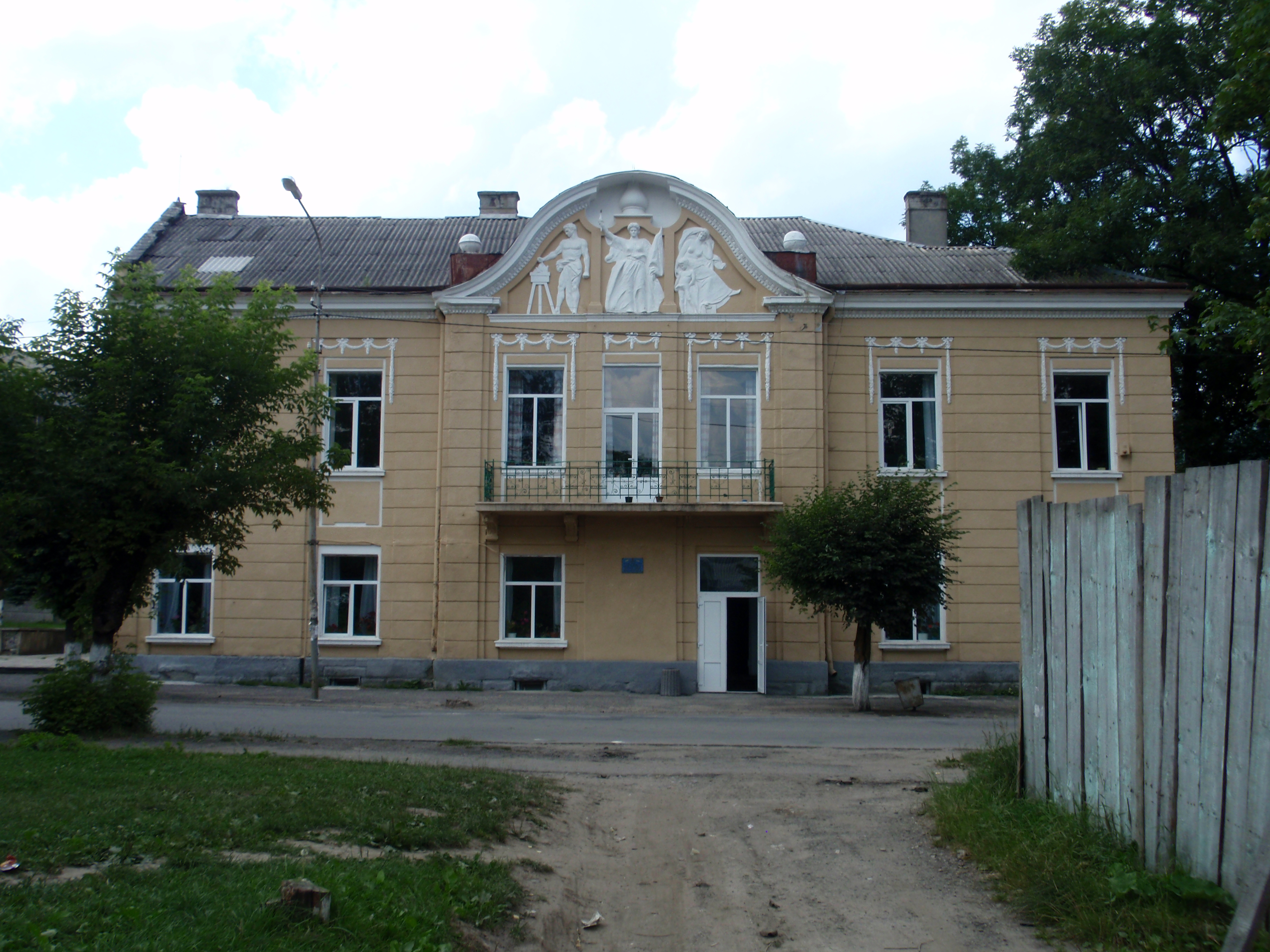
Сколівська районна бібліотека
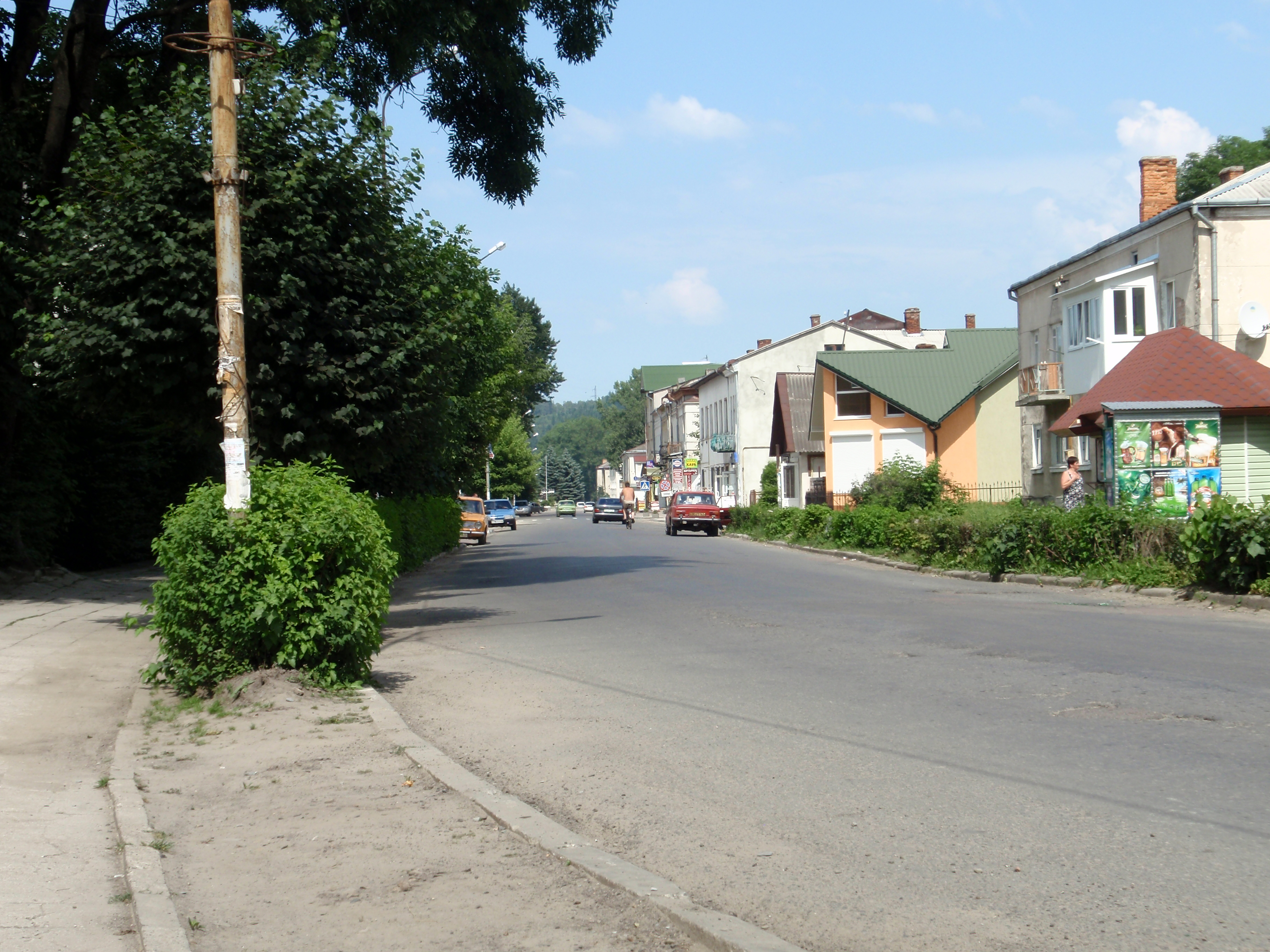
«Угорський шлях» в Сколе
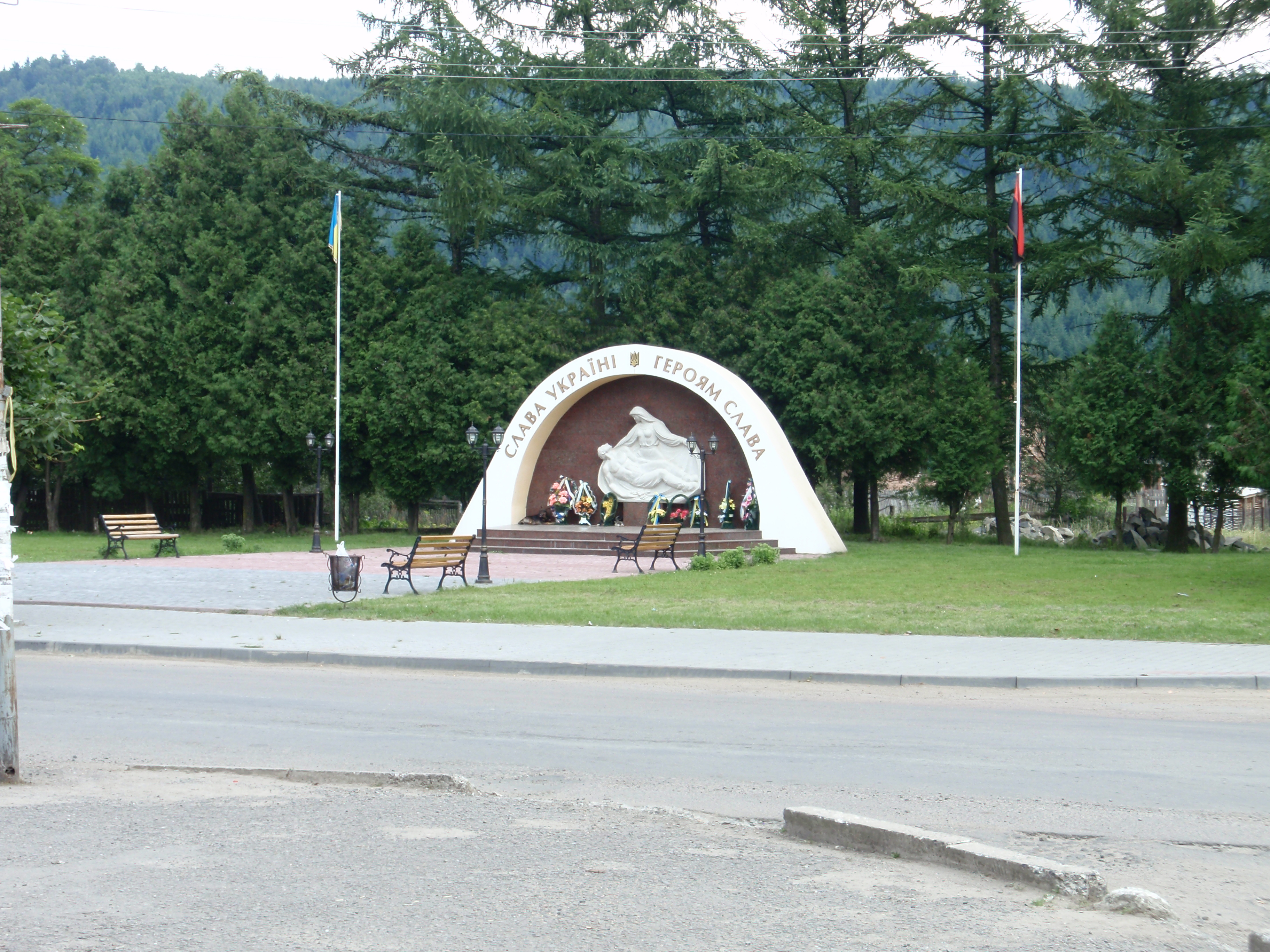
Меморіал героям УПА в Сколе
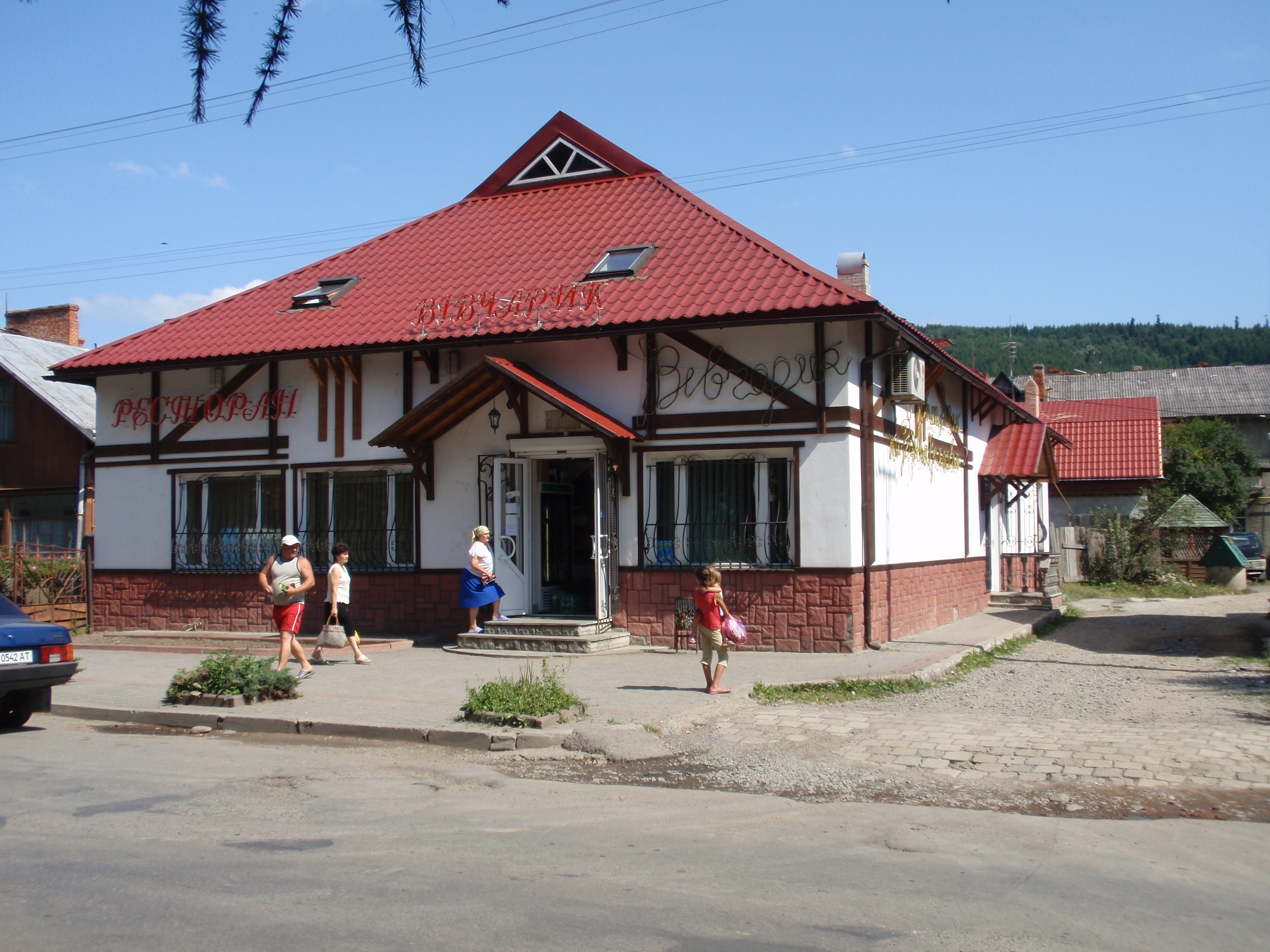
Ресторан «Вівчарик» при угорському шляху в Сколе
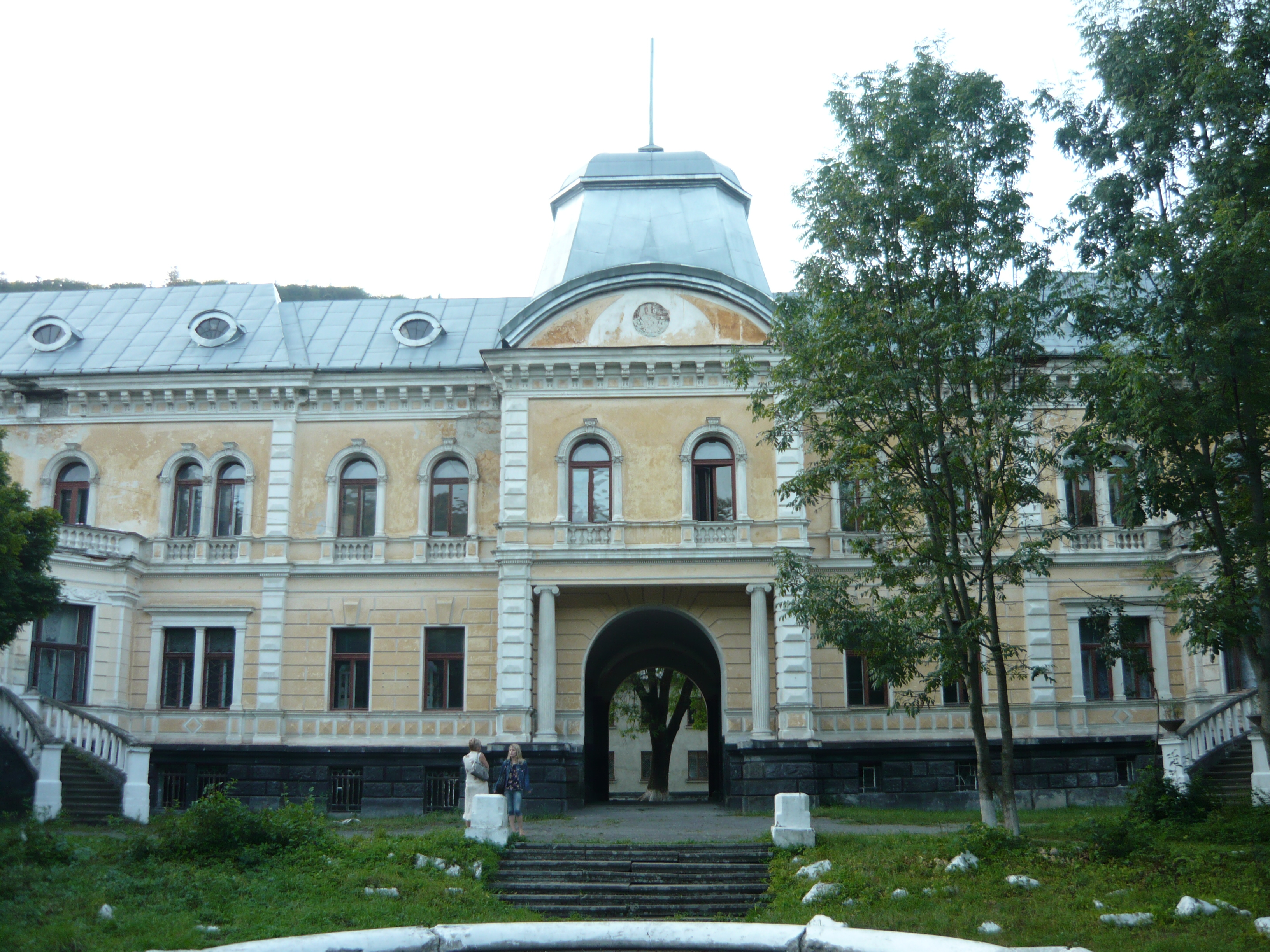
Палац баронів Ґредлів у присілку Сколе — Демні
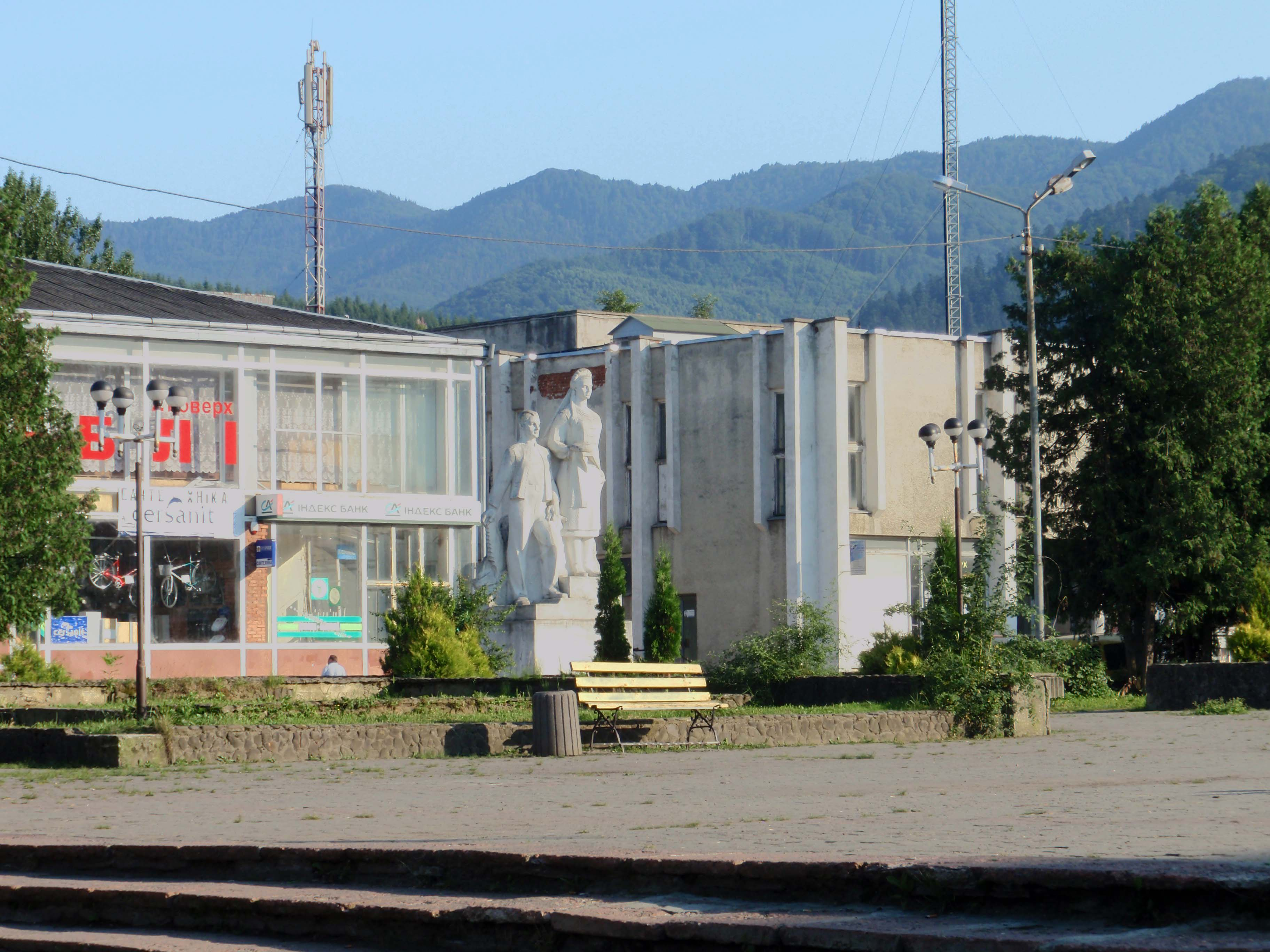
Рядянський монумент «Слава праці» на центральному майдані Сколе
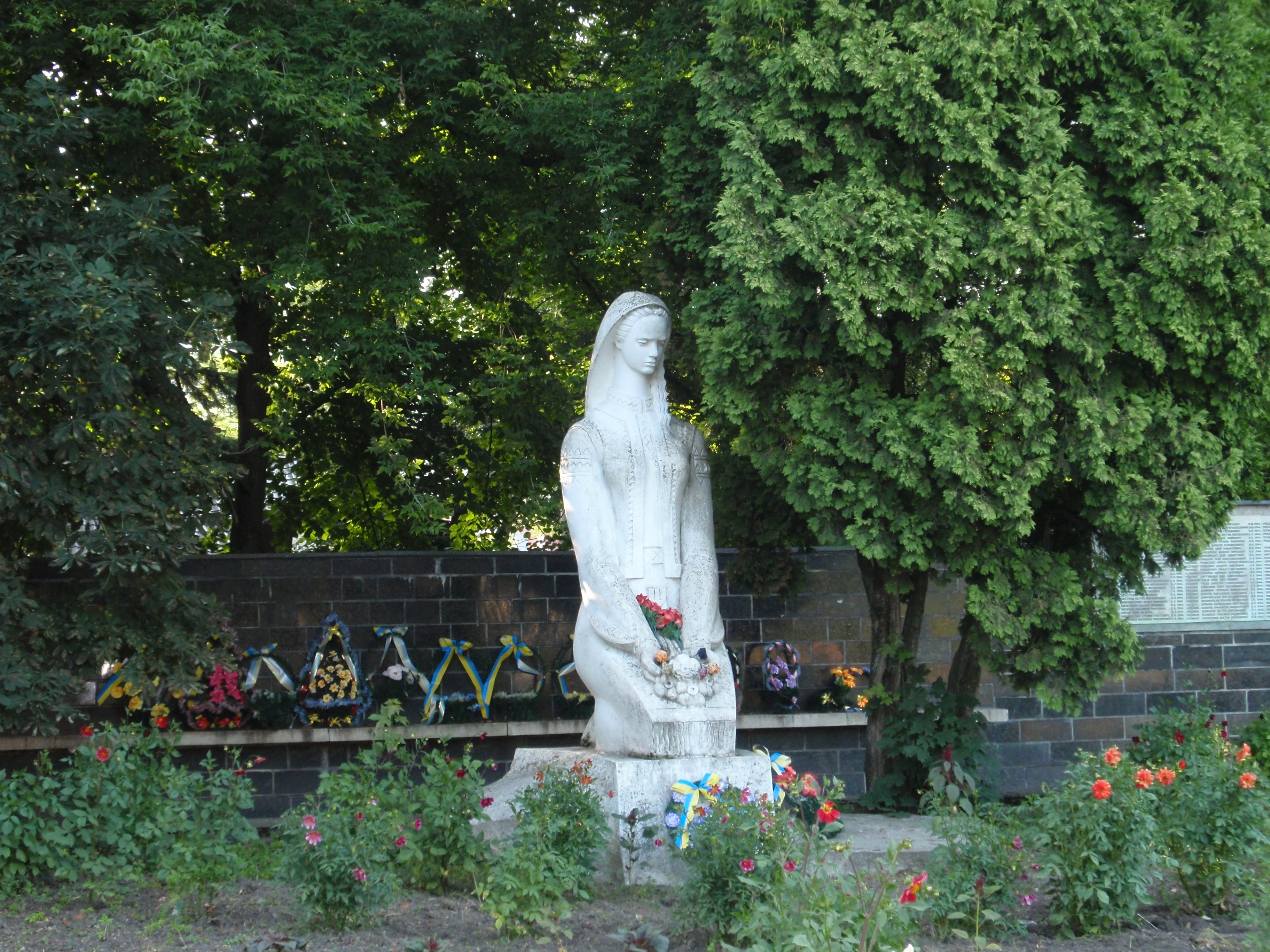
Пам'ятний монумент на честь загиблих солдатів радянської армії
Магазин
Будинок Витвицьких
Сколівська районна державна адміністрація і Сколівська міська рада
Палац Ґредлів. Сучасний стан